# Enschede
Enschede (uitspraakⓘ) (Nedersaksisch: Eanske, [æ̃ːnskə]) is een stad en gemeente in Twente, in het oosten van de Nederlandse provincie Overijssel, aan de grens met Duitsland.
Onder de gemeente Enschede vallen, naast de stad Enschede, de dorpen Lonneker, Boekelo, Usselo, Glanerbrug en de buurtschap Twekkelo, die voor de adressering van brieven allemaal onder de woonplaats Enschede vallen. De gemeente telt 161.738 inwoners (22 november 2024, bron: CBS) met circa 160 nationaliteiten. Enschede is daarmee de grootste stad van Overijssel en naar inwoneraantal de zestiende gemeente van Nederland.
De oorspronkelijke gemeente Enschede had vanaf 1818 een zeer planmatige zeshoekige vorm (een van de meest planmatige van Nederland) en werd geheel omringd door de gemeente Lonneker. De grens werd in 1826 gemarkeerd door zes genummerde stenen palen van Bentheimer zandsteen. In 1884 werden delen van Lonneker geannexeerd. In 1934 werd de rest van de gemeente Lonneker geannexeerd.
De gemeente Enschede werkt samen in de Regio Twente en is deelnemer van het eerste uur aan de EUREGIO, het eerste regionale grensoverschrijdende samenwerkingsverband in Europa.

## Naam
De naam Enschede is volgens de meest gangbare verklaring een verbastering van 'An die Schede' (Anneschethe, 1119). Het Oudsaksische scethia betekende 'scheiding' of 'grens', waarmee in dit geval waarschijnlijk verwezen werd naar een moerassig grensgebied.

## Geschiedenis

### Middeleeuwen

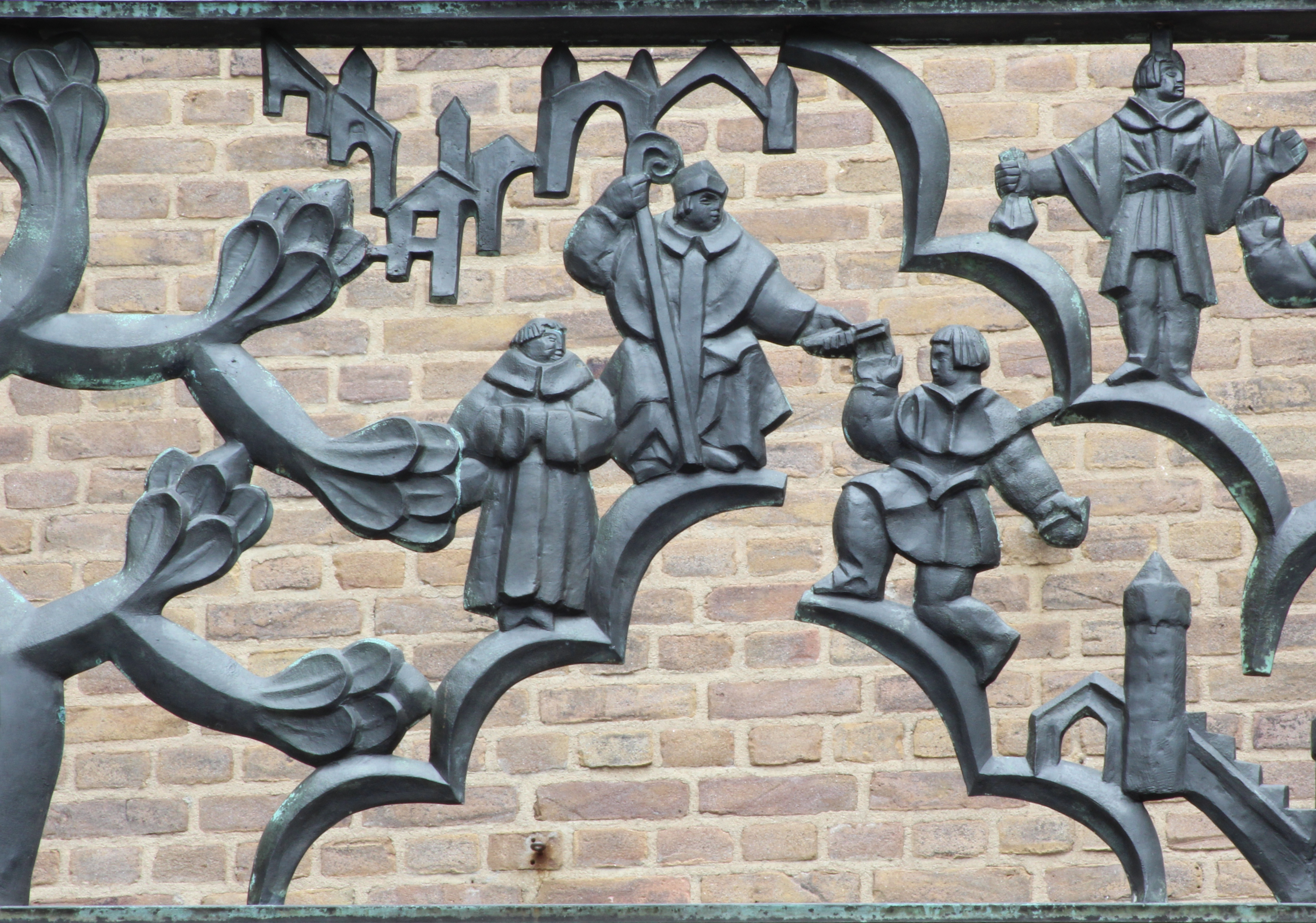
Detail van het balkon van het stadhuis. Verlening van de stadsrechten.

Enschede ontstond in de vroege middeleeuwen als agrarische nederzetting: het centrum van een reeks buurschappen rond een aantal essen. Bij de buurschappen behoorden, behalve de landbouwgronden, ook gemene gronden, niet in het bezit van een enkele eigenaar. In de vroege middeleeuwen zijn een vijftal afzonderlijke 'marken' te onderscheiden: de Esmarke (Enschedermarke of Grote Boermarke), de Lonneker marke, de Usseler marke, de Twekkeler marke en de Driener marke. Tezamen vormden zij het richterambt Enschede.
De boeren in de marken zijn in de middeleeuwen in het algemeen niet de eigenaar van de gronden die zij bewerken. Grondeigenaren zijn onder meer de bisschop van Utrecht, het klooster Werden en de heren van Ottenstein. Gelegen op de zuidflank van een stuwwal en aan de route van Deventer naar Münster en Osnabrück, ontwikkelde het dorp zich gestaag. Omstreeks 1300 kreeg Enschede stadsrechten, die in 1325 door de Utrechtse bisschop Jan van Diest werden bevestigd. Het oudst bekende zegel van de stad vertoont de beeltenis van de parochieheilige, de Heilige Jakobus de Meerdere. Dit zegel is tot aan de Münsterse oorlog (1666) in gebruik geweest. In de 14e eeuw werd begonnen met de aanleg van vestingwerken: eerst een ovale grachtengordel en vanaf ongeveer 1465 een dubbele grachtengordel. Tussen deze grachten werd toen een aarden wal met palissade aangelegd.
Toen Enschede in 1325 stadsrechten kreeg, verleende de bisschop van Utrecht ook het recht om de nederzetting te versterken. Voor 1325 was Enschede echter al omgeven door een gracht, de zogenaamde Stadsgraven. De twee bruggen over die gracht, de Veldbrug (in de huidige Marktstraat) en de Esbrug (in de Langestraat, ter hoogte van de Haverstraatpassage) waren al sinds 1300 versterkt door poorten: de Veldpoort en de Espoort. Verder lag er binnen de gracht, ten oosten van de kerk, de doomshof of hoofdhof van de Esmarke. De hof was zelf ook omgeven door een brede gracht, de Borggraven, die in verbinding stond met de Stadsgraven.
In 1465 gelastte de bisschop de burgers van Enschede een houten omheining rondom de stad aan te leggen. De palissade werd gebouwd op een wal die gelegen was tussen de oude Stadsgraven en een nieuwe buitengracht. Om de stad schadeloos te stellen schonk de bisschop een stuk woeste grond buiten de Veldpoort, de zogenaamde Stadsmaten of Stadsweide. Een kleine dertig jaar later werd er aan de noordkant van de stad een bolwerk opgericht.

### Zestiende eeuw tot de industriële revolutie

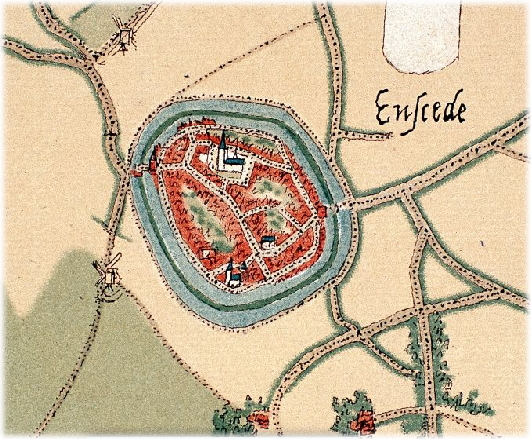
Kaart van Enschede in 1570

In 1518 werd de stad door de Geldersen op de bisschop veroverd. Zij maakten de vestingwerken met de grond gelijk. De constante uitvallen van bisschoppelijke bendes vanuit Oldenzaal noopten echter tot een nieuwe versterking van Enschede. In 1523 werd de vesting herbouwd en werd op de Markt het zogenaamde Blokhuis opgericht.
Toen prins Maurits op 18 oktober 1597 tijdens de inname van de stad voor de poorten verscheen gaf de stad zich echter zonder slag of stoot over. De vesting en de omwallingen van Enschede waren op dat moment slecht verzorgd en de staten van Overijssel waren al tijden niet meer van plan om te investeren in de vervallen stadswallen. Hoewel Maurits de oude rechten van Enschede bevestigde, verordonneerde hij wel het ontmantelen van de vesting. De wal werd gebruikt voor het 'toewerpen' van de buitengracht. De binnengracht bleef, zij het versmald, bestaan, evenals de twee poorten. De militaire rol van Enschede was met het dempen van het laatste stuk buitengracht in 1600 uitgespeeld.

### Industriële revolutie en de Tweede Wereldoorlog

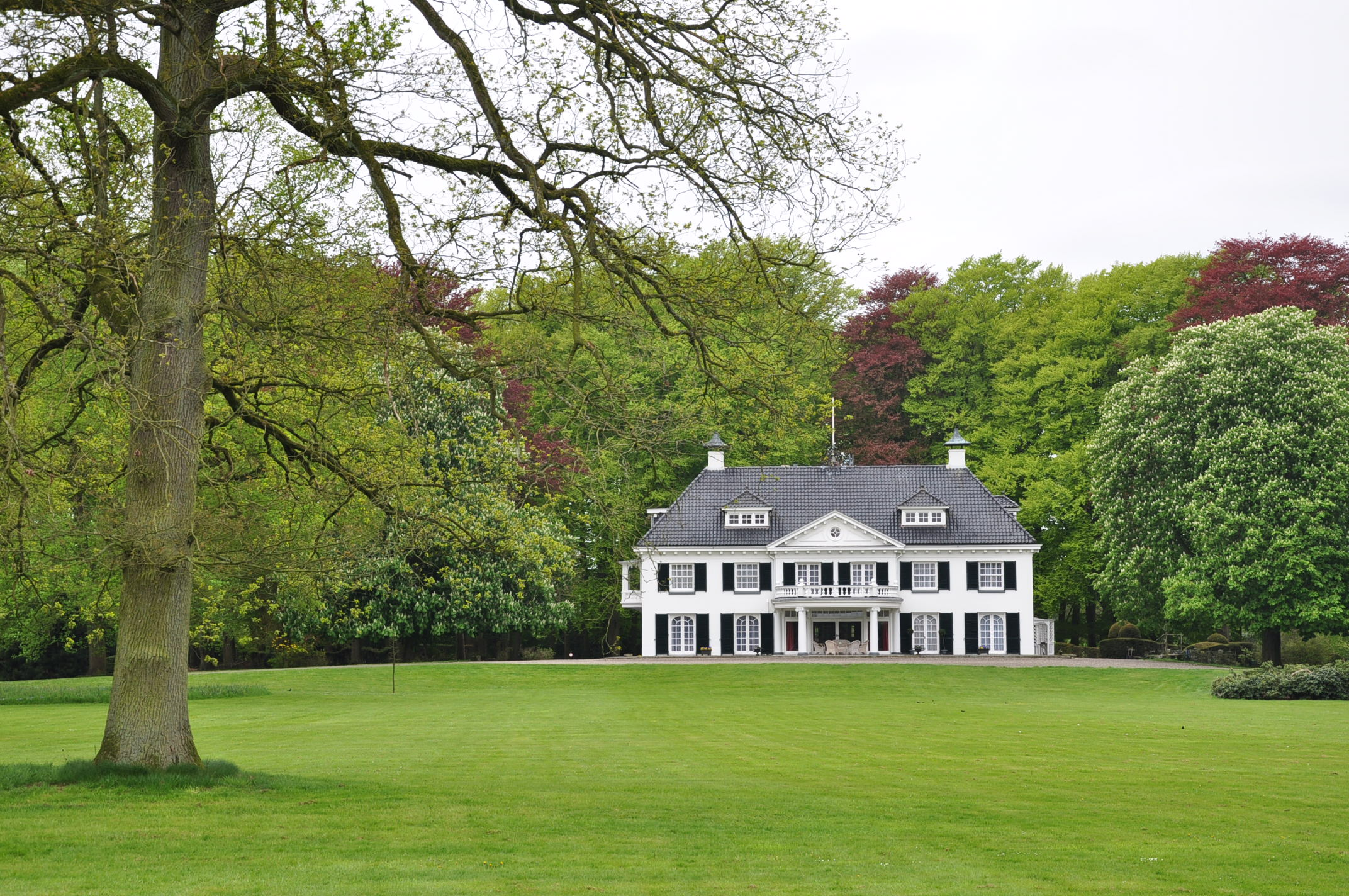
De textielfabrikanten bouwden luxueuze buitenverblijven aan de rand van de stad, zoals hier: Zonnebeek.

De stad bleef relatief onbetekenend tot in de 18e eeuw, toen de textielnijverheid tot ontwikkeling kwam. Na de onafhankelijkheid van België in 1830 werd de textielindustrie in Twente sterk gestimuleerd door het Rijk. De derde stadsbrand van 1862 (de eerste was in 1517, de tweede in 1750 en ook in 1125 en 1225 was het toenmalige dorp Enschede al eens afgebrand), waarbij nagenoeg de hele stad werd verwoest, zorgde ervoor dat deze ontwikkeling in een stroomversnelling terechtkwam.
Enschede groeide uit tot het belangrijkste centrum van textielproductie in Nederland. De bevolking van de textielstad vervijfvoudigde tussen 1870 en 1900. Textielfamilies als Van Heek, Ter Kuile, Jannink, Blijdenstein, Tattersall & Holdsworth en Menko vormden een machtige oligarchie die een duidelijk stempel drukte op de stedelijke samenleving. De textiel heeft veel sporen nagelaten, onder andere in de vorm van voor die tijd zeer moderne woonwijken. Een belangrijk voorbeeld daarvan is de Krim (1861), de eerste wijk gebouwd voor arbeiders die omstreeks 1900 werd verwaarloosd en vervolgens rond 1935 werd afgebroken. Ook het tuindorp Pathmos (1924) en de wijk de Laares (1930) en een aantal stadsparken zijn voorbeelden van stedelijke ontwikkelingen die door, of op initiatief van textielfabrikanten tot stand zijn gekomen.
In 1891 gaf de sociaal bewogen priester en parochievicaris Alfons Ariëns in Enschede de aanzet tot de ontwikkeling van de katholieke arbeidersbeweging in Oost-Nederland. De socialistische arbeidersbeweging was de motor achter een reeks arbeidsconflicten in de textielindustrie, gericht tegen – wat gezien werd als – sociale wantoestanden. De arbeidersbewegingen moesten het opnemen tegen de Enschedese Fabrikantenvereniging (ook werkzaam in overig Twente en in de Achterhoek).
Tijdens de Tweede Wereldoorlog werd Enschede tientallen malen door bombardementen getroffen. Op 10 oktober 1943 en 22 februari 1944 werd het grootschalig gebombardeerd door geallieerde vliegers die meenden een stad in Duitsland te zien. Overigens was Enschede een positieve uitzondering in Nederland: door toedoen van onder meer de Joodse industrieel Sigmund Menko en de protestantse predikant Leendert Overduin konden tientallen Joden tijdig onderduiken, waardoor meer dan de helft van de Joodse inwoners de oorlog heeft kunnen overleven. Landelijk was dit een kwart.

### Recente geschiedenis

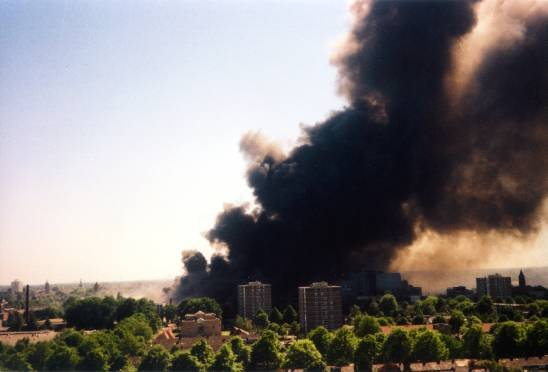
De vuurwerkramp in Enschede

In de jaren zestig van de 20e eeuw is de textielindustrie volledig teloorgegaan, ten koste van plusminus 30.000 arbeidsplaatsen. De meeste van de grote fabriekscomplexen zijn in de jaren zeventig en tachtig gesloopt, maar enkele zijn gerenoveerd en kregen een nieuwe bestemming. Zo werden in de voormalige fabrieken van Jannink en van Van Heek woningen gerealiseerd. Daarnaast werd een deel van het Jannink-complex tot museum omgebouwd. Enschede ontwikkelde zich tot dienstenstad. Op 14 september 1964 opende de nieuwe Technische Hogeschool Twente (later Universiteit Twente) haar deuren. Het hoger beroepsonderwijs in Twente is in Enschede geconcentreerd met Saxion en ARTEZ hogeschool voor de kunsten. Ook is er een aantal belangrijke zorginstellingen gevestigd, onder meer het Medisch Spectrum Twente (MST) en revalidatiecentrum Het Roessingh. De grootste werkgevers van Enschede zijn de hiervoor genoemde Universiteit Twente en Medisch Spectrum Twente met elk ongeveer 3000 personen in dienst; Apollo Vredestein, Grolsch en Menzis zijn de grootste private werkgevers met respectievelijk 1500, 750 en 750 werknemers. De binnenstad werd vanaf de jaren tachtig gerevitaliseerd door de aanleg van een autovrij stadserf en het invullen van vrijgekomen industrieterreinen met woningen, winkelcentra en kantoren.
Enschede heeft een grote Aramese gemeenschap. De eerste Suryoye kwamen in de jaren zeventig naar Enschede, voornamelijk vanuit Tur Abdin (Zuidoost-Turkije) en later ook vanuit Syrië, Irak en Libanon. De stad is de thuisbasis van drie Syrisch-orthodoxe kerken die voorzien in de spirituele behoeften van de circa 12.000 Arameeërs van de stad.
Op 13 mei 2000 vond een grote vuurwerkramp plaats, waarbij de woonwijk Roombeek werd verwoest. Er vielen 23 doden (onder wie vier brandweerlieden) en bijna duizend gewonden. In oktober 2000 werd begonnen met het bouwrijp maken van een deel van het rampgebied. Op 1 mei 2001 gaf burgemeester Jan Mans het officiële startsein voor het eerste wederopbouwproject. De wederopbouw was in 2010 voltooid.
In 2008 was de Alphatoren voltooid en deze torenflat met 91 appartementen verspreid over 29 verdiepingen is met een hoogte van 101 meter het hoogste gebouw van Enschede. In de periode 1995–2010 groeide Enschede met ongeveer 10.000 inwoners, sindsdien is de groei echter gestagneerd.

## Politiek en bestuur

### Gemeenteraad
De gemeenteraad van Enschede bestaat uit 39 zetels. Hieronder volgt de samenstelling van de gemeenteraad sinds 1986:
| Partij                                 | 1986 | 1990 | 1994 | 1998 | 2002 | 2006 | 2010 | 2014 | 2018 | 2022 |
| -------------------------------------- | ---- | ---- | ---- | ---- | ---- | ---- | ---- | ---- | ---- | ---- |
| Enschede NU1/ Burgerbelangen Enschede2 | -    | -    | 31   | 1    | 32   | 32   | 42   | 52   | 72   | 102  |
| AOV/U55+                               | -    | -    | -    | 1    | 32   | 32   | 42   | 52   | 72   | 102  |
| PvdA                                   | 19   | 14   | 10   | 12   | 10   | 15   | 9    | 5    | 4    | 4    |
| VVD                                    | 6    | 5    | 5    | 8    | 7    | 6    | 6    | 4    | 4    | 4    |
| GroenLinks                             | -    | 3    | 3    | 3    | 3    | 3    | 3    | 3    | 4    | 4    |
| D66                                    | 1    | 4    | 5    | 2    | 1    | 1    | 6    | 7    | 5    | 3    |
| CDA                                    | 10   | 11   | 8    | 7    | 8    | 6    | 5    | 5    | 4    | 3    |
| SP                                     | 1    | -    | 1    | 2    | -    | 3    | 3    | 5    | 3    | 2    |
| PVV                                    | -    | -    | -    | -    | -    | -    | -    | -    | 3    | 2    |
| ChristenUnie(*)                        | 1    | 2    | 2    | 2    | 3    | 2    | 2    | 3    | 2    | 2    |
| Volt                                   | -    | -    | -    | -    | -    | -    | -    | -    | -    | 2    |
| EnschedeAnders                         | -    | -    | -    | -    | -    | -    | -    | 1    | 1    | 1    |
| FvD                                    | -    | -    | -    | -    | -    | -    | -    | -    | -    | 1    |
| PvdD                                   | -    | -    | -    | -    | -    | -    | -    | -    | -    | 1    |
| Democratisch Platform Enschede         | -    | -    | -    | -    | -    | -    | -    | -    | 1    | -    |
| DENK                                   | -    | -    | -    | -    | -    | -    | -    | -    | 1    | -    |
| Ouderen Politiek Actief                | -    | -    | -    | -    | -    | -    | -    | 1    | -    | -    |
| Enschede Solidair                      | -    | -    | -    | -    | -    | -    | 1    | -    | -    | -    |
| Stadspartij Enschede                   | -    | -    | -    | 1    | 4    | -    | -    | -    | -    | -    |
| CD                                     | -    | -    | 1    | -    | -    | -    | -    | -    | -    | -    |
| Overigen                               | 1    | -    | 1    | -    | -    | -    | -    | -    | -    | -    |
| Totaal                                 | 39   | 39   | 39   | 39   | 39   | 39   | 39   | 39   | 39   | 39   |

(*) De ChristenUnie is een voortzetting van het GPV.

### College van B&W
Het college van burgemeester en wethouders bestaat voor de periode 2022-2026 uit een coalitie van vier partijen: BBE, VVD, PvdA
en ChristenUnie.
| Naam                                                                    | Partij       | Functie      | Portefeuille |
| ----------------------------------------------------------------------- | ------------ | ------------ | --- |
| Roelof Bleker                                                           | partijloos   | Burgemeester | - Openbare orde en Veiligheid - Handhaving Openbare Orde - Evenementenvergunning - Representatie - Coördinatie gemeentelijk beleid - Algemeen Bestuurlijke Zaken - Klachtencommissaris en ombudsman - Bezwaar en beroep - Integriteit - Regionale Samenwerking - Internationale betrekkingen - Strategie en Onderzoek - Wetenschappelijke Board - Coördinatie Lobby |
| Niels van den Berg                                                      | BBE          | Wethouder    | - Sport - Welzijn (incl. dierenwelzijn) - Duurzaamheid - Energietransitie - Jongerenwerk - Eenzaamheid - Wijkbudgetten - Landelijk gebied (incl. landbouw) - Samenlevingsgericht werken - Personeel en Organisatie - Aanbesteding en inkoop - Coördinerend wethouder preventie jongeren en veiligheid - Stadsdeelwethouder voor Oost - Communicatie - 1e locoburgemeester |
| Jeroen Diepemaat                                                        | VVD          | Wethouder    | - Ruimtelijke ontwikkeling (incl. projecten Kennispark, Technology Base, Stadscampus/binnenstad, Spoorzone) - Economie (inclusief circulaire economie) en acquisitie - Innovatie - Grondbedrijf /Vastgoedbedrijf en huisvesting - Wonen - Warmtevisie - Beleid bestemmingsplannen - Omgevingswet - Bedrijventerreinen - Toerisme en recreatie - Evenementenbeleid en citymarketing - Cultuur - WMO (individuele voorzieningen) - Stadsdeelwethouder voor het Centrum - 2e locoburgemeester |
| Arjan Kampman                                                           | PvdA         | Wethouder    | - Arbeidsmarktbeleid (incl. Sociale Werkvoorziening) - Beroepsgerichte scholing - Educatie - Laaggeletterdheid - Inkomensondersteuning - Schuldhulpverlening - Arbeidsparticipatie, re-integratie - Emancipatie/inclusiviteit - Asiel, integratie en inburgering - Stadsdeelgewijs werken (sociale basis in de wijk/wijkteams) - Coördinerend wethouder huisvesting aandachtsgroepen - Stadsdeelwethouder voor Noord - 3e locoburgemeester                                                 |
| Jurgen van Houdt (tot 9 maart 2023) Harmjan Vedder (vanaf 3 april 2023) | ChristenUnie | Wethouder    | - Jeugd & Gezin - Publieke gezondheid en preventie - Onderwijs (incl. huisvesting) - Kinderopvang - Toezicht & Handhaving sociaal - Studentenbeleid - Maatschappelijke opvang - Verslavingszorg - Vrouwenopvang - Huiselijk geweld en kindermishandeling (inclusief KCM en VTT) - Beschermd wonen - Privacy en Gegevensbescherming - Ethische commissie - Stadsdeelwethouder voor West - 4e locoburgemeester                                                                               |
| Marc Teutelink                                                          | BBE          | Wethouder    | - Financiën - Interne en externe bereikbaarheid en openbaar vervoer - Onderhoud leefomgeving - Klimaatadaptatie - Vergunningen (bouwen), toezicht & handhaving - Externe veiligheid - Afval en milieu - Dienstverlening/Wet open overheid - Digitalisering en ICT - Aandeelhouderschappen en deelnemingen (beleid) - Havenbedrijf - Stadsdeelwethouder voor Zuid - 5e locoburgemeester |

### Partnersteden

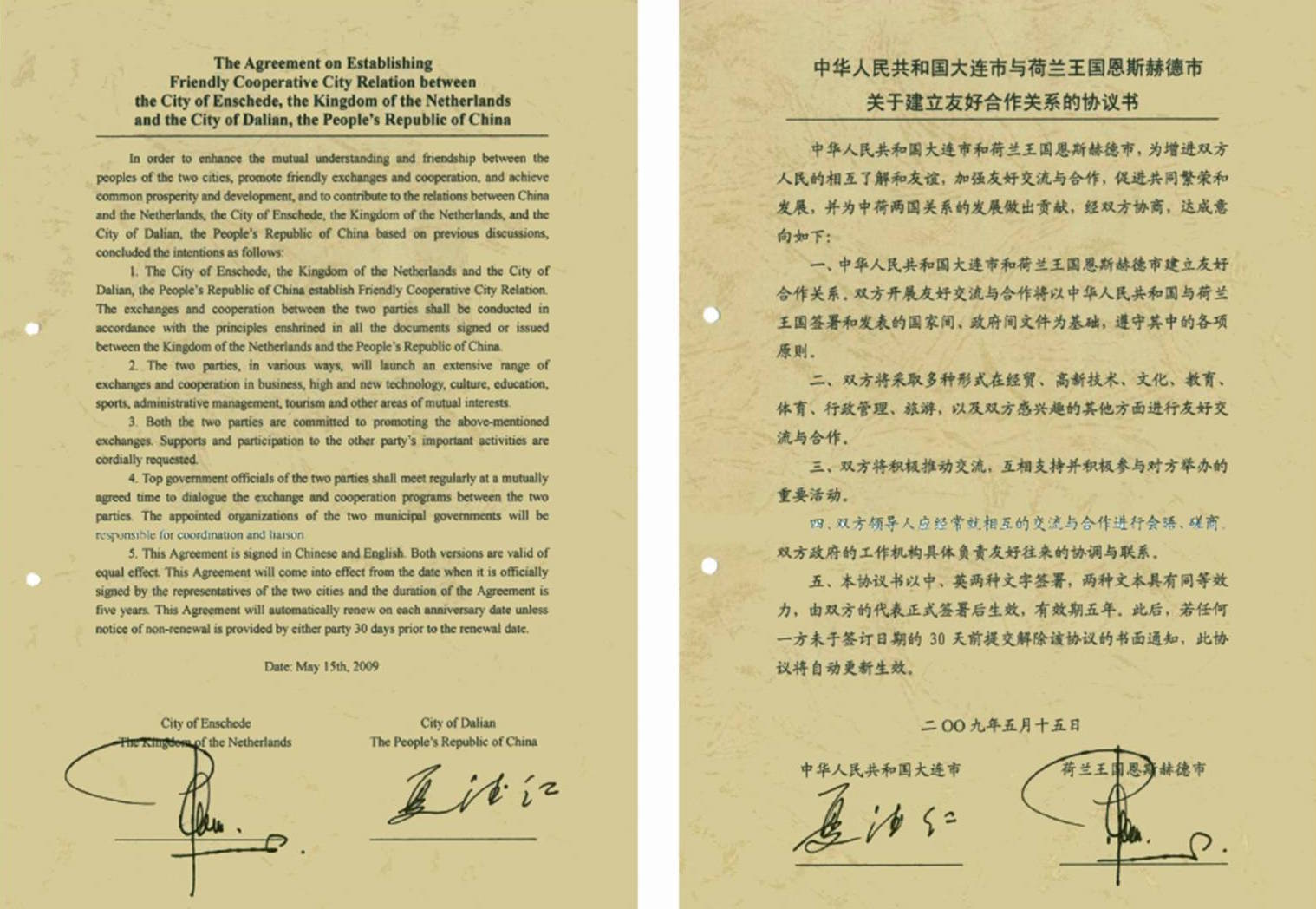
Het officiële document uit 2009 dat de stedenband tussen Enschede en Dalian bekrachtigt

Sinds 1980 heeft Enschede een stedenband met Palo Alto (Verenigde Staten). Deze stedenband werd in 2005 nog eens bekrachtigd en in 2007 sloten Palo Alto en Enschede een Economic Alliance af, met als doel om wederzijds economische groei en ontwikkeling te stimuleren. Sindsdien zijn er gezamenlijke projecten en vinden er ook regelmatig werkmissies plaats van Twentse bedrijven naar Palo Alto.
De stedenband tussen Enschede en Dalian (Volksrepubliek China) bestond sinds 2009. Naar aanleiding van de zusterstadrelatie zijn er vele missies geweest naar beide steden en zijn er ook enkele Memoranda of Understanding afgesloten tussen bedrijven en instellingen uit Enschede en Dalian. Daarnaast werkten beide steden samen op het gebied van onderwijs en cultuur: jaarlijks vond er bijvoorbeeld een kunstenaarsuitwisseling plaats. In 2023 werd de stedenband met Dalian stopgezet.
Op 20 oktober 2020 ging Enschede tevens een partnerverband met het Duitse Münster aan. Bijzonder aan de stedenband van Enschede en Münster is dat de steden dicht bij elkaar in dezelfde EUREGIO liggen.

## Geografie

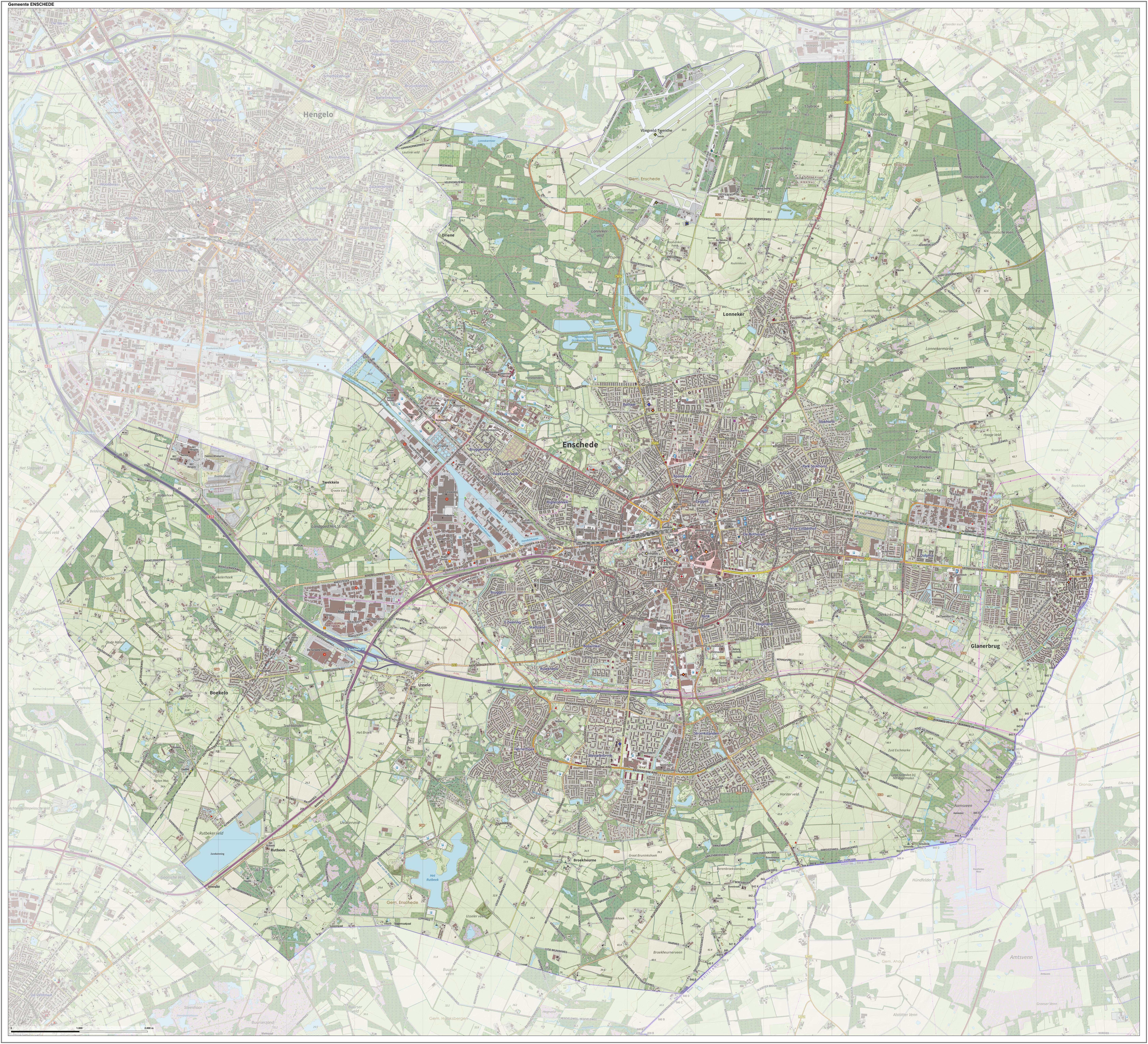
Topografische gemeentekaart van Enschede, september 2022

### Aangrenzende gemeenten
Enschede ligt in de Overijsselse streek Twente op enkele kilometers van de Nederlands-Duitse grens. De dichtstbijzijnde plaats in het westen is Hengelo, de dichtstbijzijnde plaats in het oosten is het Duitse Gronau, de dichtstbijzijnde plaats in het noorden is Oldenzaal, de dichtstbijzijnde plaats in het zuiden is Haaksbergen.
Enschede vormt ruimtelijk gezien met Hengelo, Borne en het Duitse Gronau (Westfalen) een agglomeratie met bijna 400.000 inwoners. In de jaren negentig werden er plannen ontwikkeld om de gemeenten Enschede, Hengelo en Borne samen te voegen tot één gemeente Twentestad. In 2000 werd van dat plan afgezien, vooral omdat een in Hengelo gehouden referendum had uitgewezen dat er zo goed als geen draagvlak onder de plaatselijke bevolking bestond. Sinds 2001 werd intensiever samengewerkt tussen de gemeenten Enschede, Hengelo, Borne, Oldenzaal en Almelo, als Netwerkstad Twente. De Netwerkstad werkt samen met Münster en Osnabrück in de Stedendriehoek MONT (Münster, Osnabrück, Netwerkstad Twente).
| Aangrenzende gemeenten | Aangrenzende gemeenten | Aangrenzende gemeenten | Aangrenzende gemeenten | Aangrenzende gemeenten |
| ---------------------- | ---------------------- | ---------------------- | ---------------------- | ---------------------- |
|                        |                        | Dinkelland             | Oldenzaal              | Losser                 |
|                        |                        |                        |                        |                        |
| Hengelo                | Gronau (D)             |                        |                        |                        |
|                        |                        |                        |                        |                        |
| Haaksbergen            |                        |                        | Ahaus (D)              |                        |

### Stadsdelen
De gemeente Enschede is verdeeld in vijf stadsdelen:
- Stadsdeel Centrum (Binnenstad, Boddenkamp, De Bothoven, 't Getfert, Hogeland Noord, Horstlanden-Veldkamp, Laares, Lasonder-'t Zeggelt) Stadsdeelwethouder Jeroen Diepemaat (VVD)
- Stadsdeel Noord (o.a. Lonneker, Deppenbroek, Bolhaar, Mekkelholt, Roombeek, Twekkelerveld) Stadsdeelwethouder Arjan Kampman (PvdA)
- Stadsdeel Oost (o.a. Wooldrik, Velve-Lindenhof, De Eschmarke, 't Ribbelt, Stokhorst, Dolphia, ’t Hogeland, Glanerbrug) Stadsdeelwethouder Niels van den Berg (BBE)
- Stadsdeel Zuid (Wesselerbrink, Helmerhoek, Stroinkslanden) Stadsdeelwethouder Marc Teutelink (BBE)
- Stadsdeel West (Boswinkel, Ruwenbos, Pathmos, Stadsveld, Bruggert, ’t Zwering, ’t Havengebied, De Marssteden, Boekelo, Usselo, Twekkelo) Stadsdeelwethouder Harmjan Vedder (CU)

### Wateren

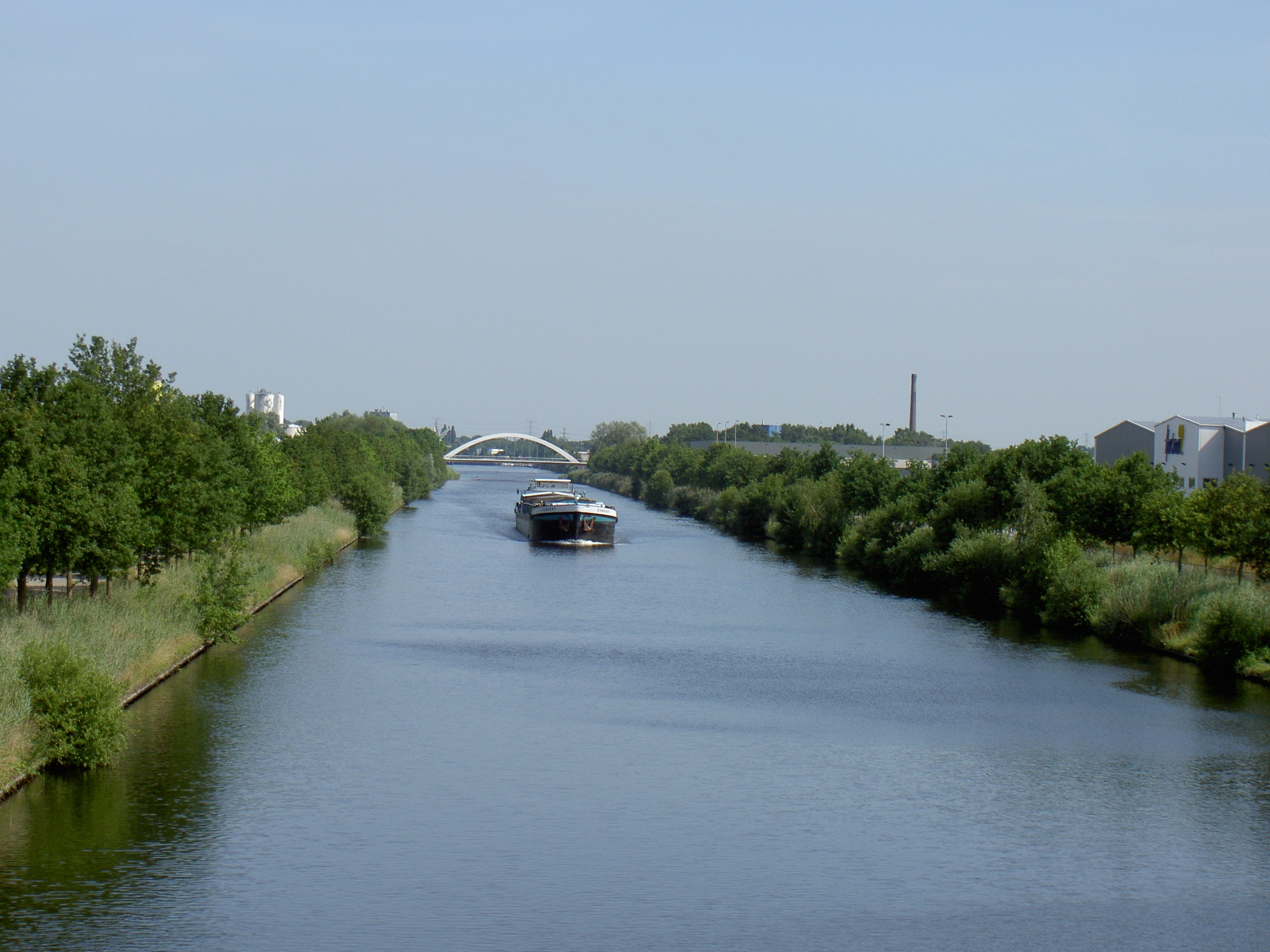
Het Twentekanaal

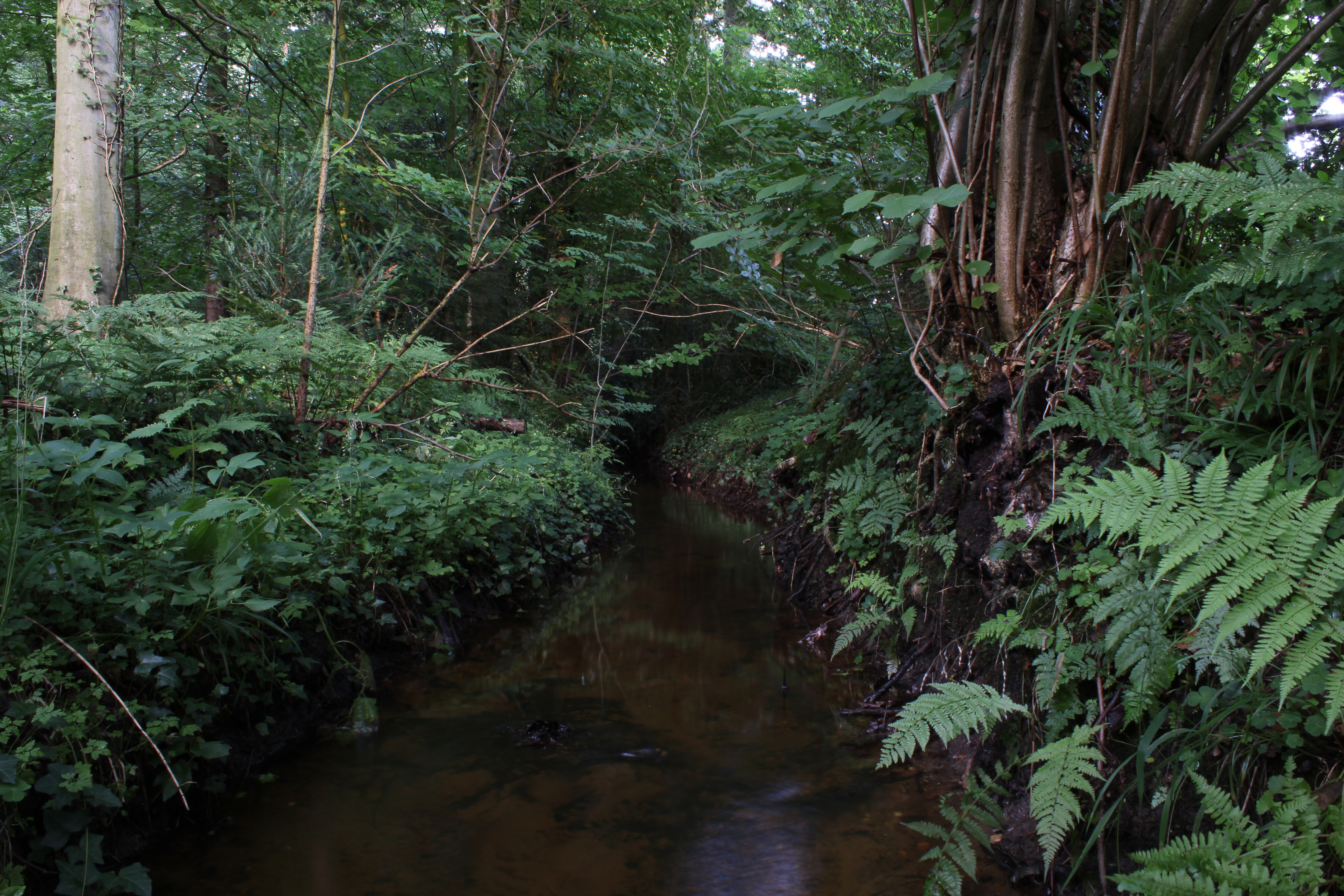
Bruninksbeek

Enschede heeft een haven aan een eindpunt van het Twentekanaal. Ook lopen er enkele beken door de stad. Bij de wederopbouw van de wijk Roombeek brachten de gemeente en het waterschap Regge en Dinkel grote delen van de negen kilometer lange Roombeek bovengronds. Deze beek begint bij voetbalvereniging Vosta en loopt door de herbouwde wijk Roombeek en stroomt vervolgens door het G.J. van Heekpark. Andere beken in Enschede zijn:
- Boekelerbeek
- Broekheurnerbeek
- Bruninksbeek
- Eschbeek
- Glanerbeek
- Hagmolenbeek
- Heutinkbeek
- Houwbeek
- Rutbeek (gelijknamig met het Recreatiepark Het Rutbeek)
- Teesinkbeek
- Zweringbeek

### Religie
Volgens een onderzoek van het Centraal Bureau voor de Statistiek in 2010-2014 rekende 43,2% van de bevolking van de gemeente Enschede zich tot een kerkelijke gezindte of een levensbeschouwelijke groepering. De katholieken vormden veruit het grootste kerkgenootschap met 17,1% van de bevolking (circa 30.000 leden), gevolgd door de islamieten (6,0%). Ongeveer 5,3% van de bevolking was lid van de Nederlandse Hervormde Kerk, 4% was lid van de Gereformeerde Kerken in Nederland en 3,2% was lid van de Protestantse Kerk in Nederland. Het hindoeïsme, het boeddhisme en het jodendom waren kleinere religies in de gemeente en werden beleden door respectievelijk 0,8%, 0,3% en 0,1% van de Enschedeërs. Ongeveer 6,5% van de Enschedeërs had een andere religie, terwijl 56,8% van de bevolking zich niet tot een kerkelijke gezindte of een levensbeschouwelijke groepering rekende.

## Bezienswaardigheden

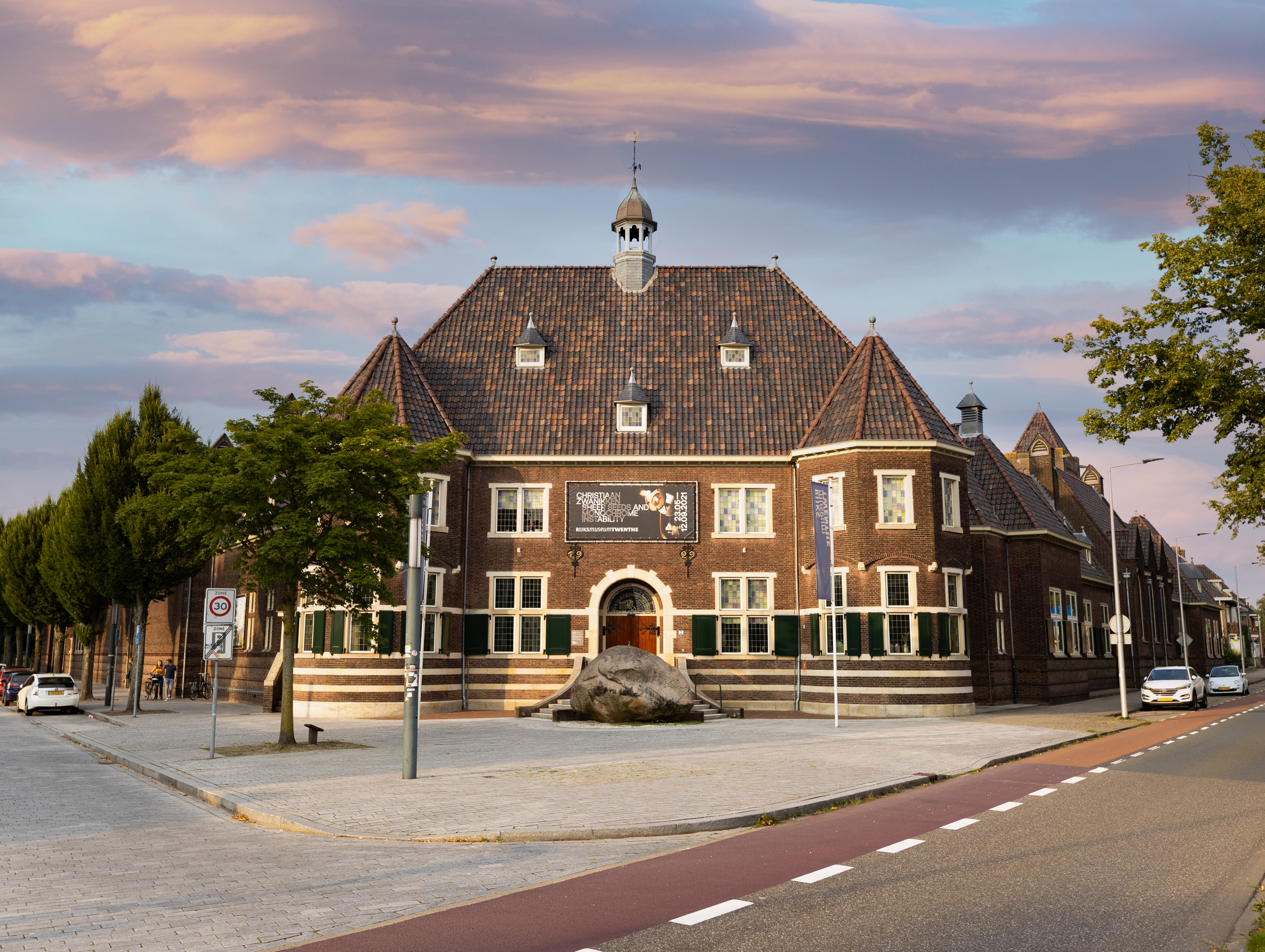
Rijksmuseum Twenthe

### Overzicht monumenten
Een overzicht van monumenten in Enschede is te vinden op de volgende pagina's:
- Lijst van rijksmonumenten in Enschede (plaats)
- Lijst van rijksmonumenten in Enschede (gemeente)
- Lijst van oorlogsmonumenten in Enschede
- Lijst van gemeentelijke monumenten in Enschede

### Religieuze architectuur

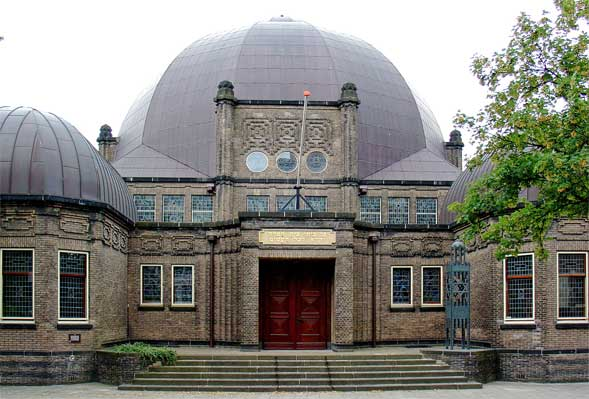
Synagoge van Enschede

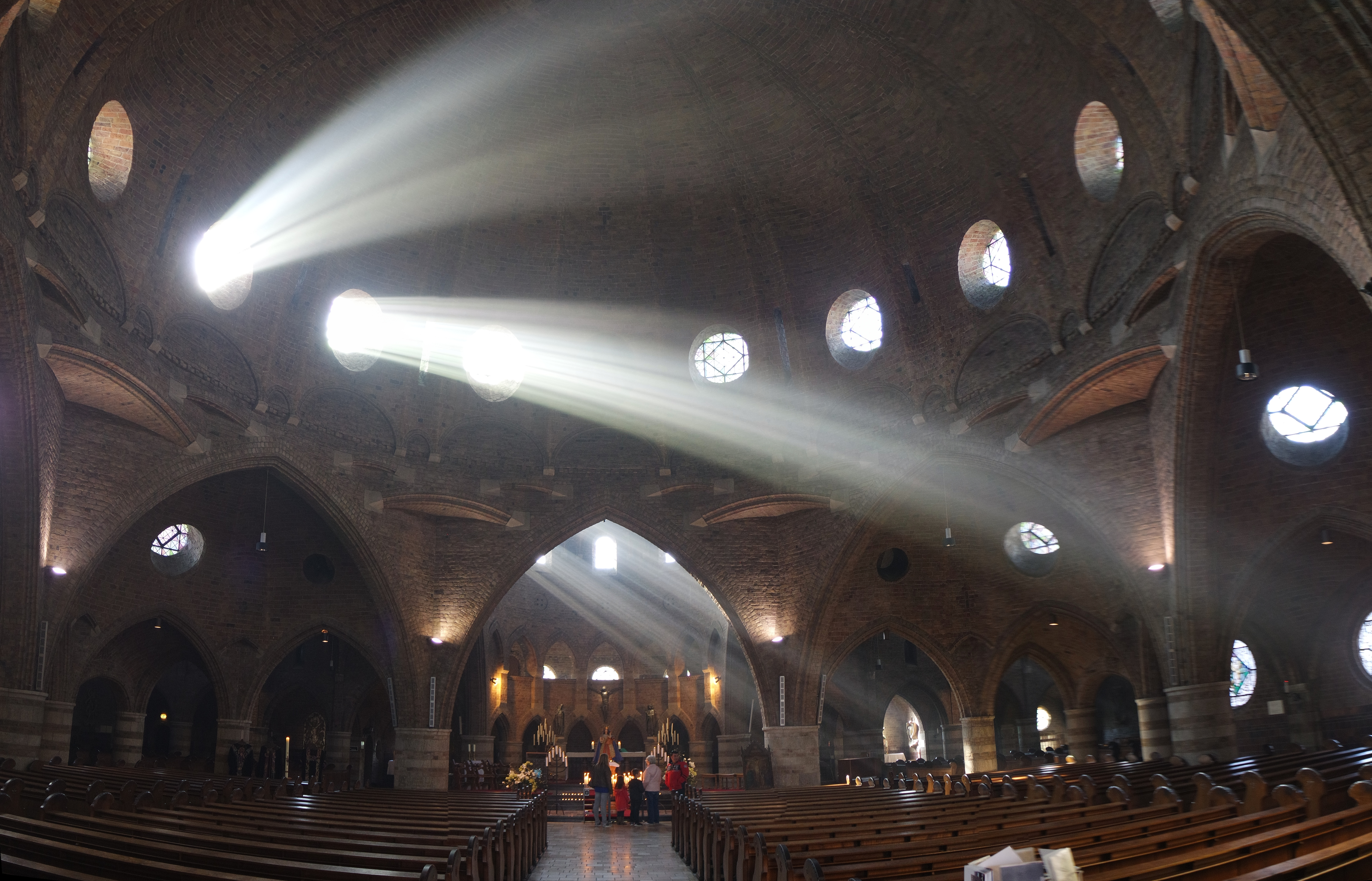
Interieur van de Sint-Jacobus de Meerderekerk

In Enschede staan een groot aantal kerken en andere gebedsruimten. Een aantal bekende van deze gebouwen:
- De middeleeuwse, thans hervormde, Grote Kerk (midden op de Oude Markt)
- De Sint-Jozefkerk. Gebouwd in 1893 en met de 77-meter hoge torenspits het tweede hoogste gebouw van de stad na de Alphatoren
- De Nederlands Gereformeerde Lasonderkerk. Gebouwd in 1927. Tot 1970 behoorde dit kerkgebouw toe aan de Nederlands Hervormde Gemeente. Sinds 2004 is dit kerkgebouw, dat op de hoek van de Lasondersingel en de H.B. Blijdensteinlaan staat Rijksmonument.
- De rooms-katholieke Jacobuskerk aan de Oude Markt met neoromaanse en Byzantijnse stijlelementen, gewijd aan Jakobus de Meerdere (patroonheilige van Enschede).
- De parochiekerk H. Paulus met priorij Congregatie van Sint-Jan uit 1957, ontworpen door Johannes Sluijmer in de stijl van de Bossche School, G.J.van Heekstraat/Weegschaalstraat.
- De Synagoge (Prinsestraat; ontworpen door Karel de Bazel; gebouwd in 1927–1928)
- De Syrisch-Orthodoxe Kerk van Antiochië Mor Kuryakos (Wesselerbrinklaan 110; gebouwd in 1998)
- De Syrisch-Orthodoxe Kerk van Antiochië Mor Yakub van Sarugh (M. H. Tromplaan 50)
- De Syrisch-Orthodoxe Kerk van Antiochië Mor Petrus en Paulus (Het Leunenberg 588)

### Burgerlijke architectuur

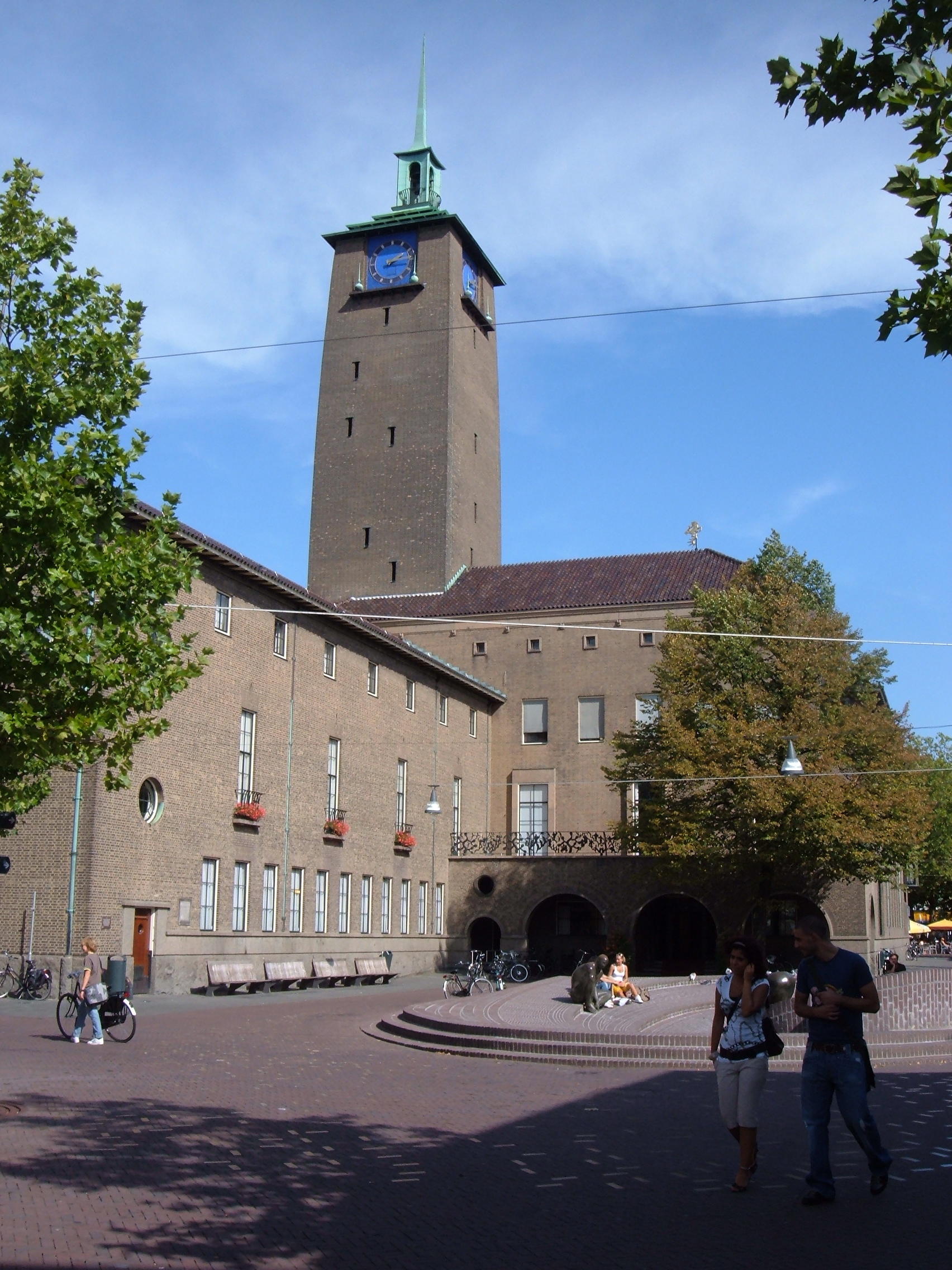
Stadhuis van Enschede

- Het stadhuis (Langestraat; ontworpen door Gijsbert Friedhoff, gebouwd tussen 1930 en 1933)
- De Twentse Schouwburg (Langestraat 49; kleine zaal uit 1889; grote zaal uit 1953), sinds eind 2008 niet meer in gebruik als schouwburg. Sinds 2014 is deze zaal heropend als De Kleine Willem, onderdeel van Wilminktheater en Muziekcentrum Enschede.
- Het Elderinkshuis (De Klomp; gebouwd 1783)
- De ambachtsschool (Boddenkampsingel 80)
- Voormalig kantoor van de Twentsche Bank (Hoedemakersplein)
- Villa Schuttersveld (Hengelosestraat; gebouwd in 1834)
- Alphatoren (Boulevard 1945; gebouwd in 2007), met 101,4 meter het hoogste gebouw in Enschede
- Hogere Textiel School De Maere (Ripperdastraat; ontworpen door W.K. de Wijs; in gebruik genomen op 12 september 1922)
- Kantonrechtbank (Molenstraat 23; origineel ontworpen door Willem Metzelaar, gebouwd in 1903; nieuwe gedeelte door Jo Janssen, gebouwd in 2002)

### Parken en landgoederen

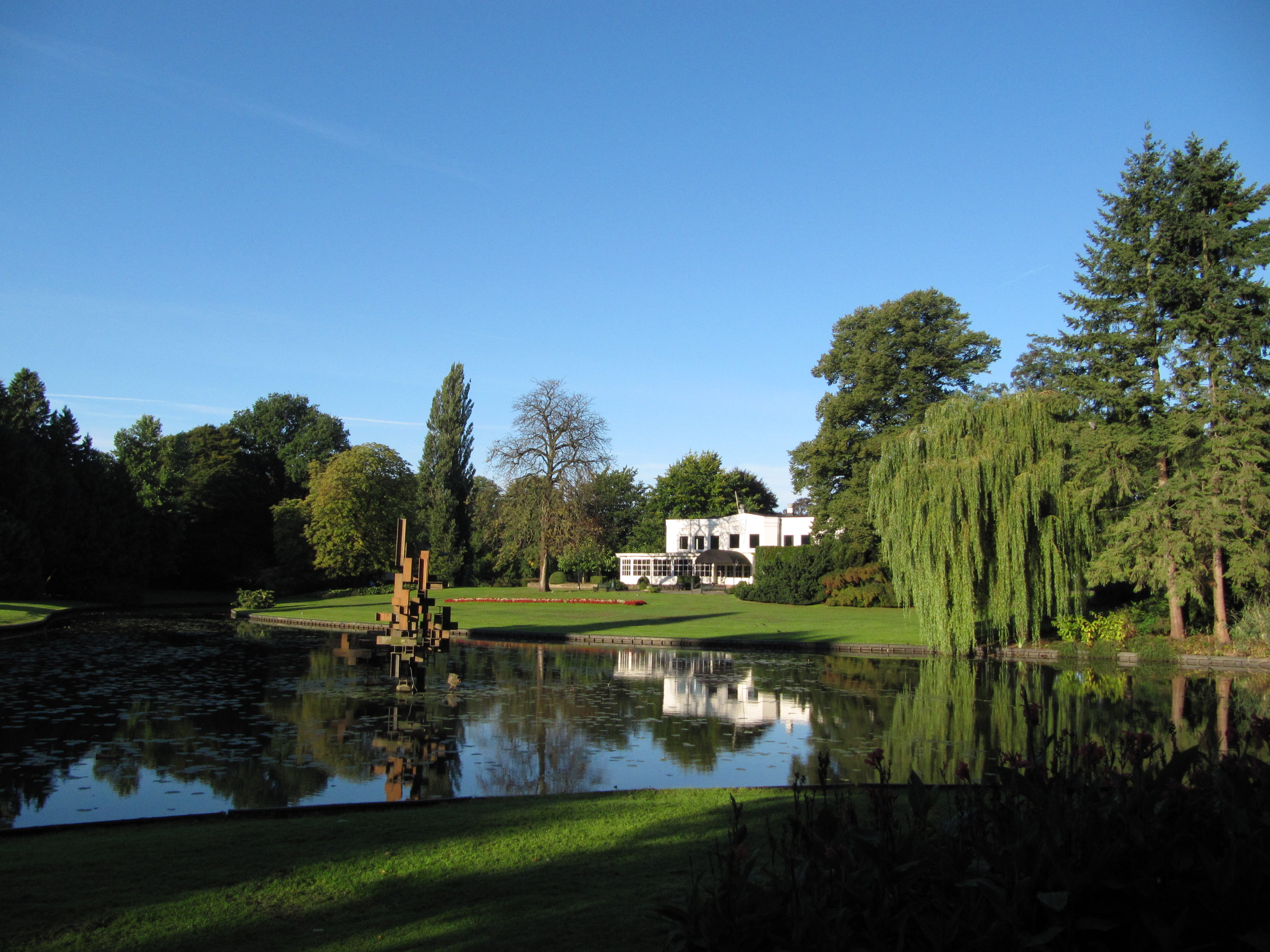
Het Volkspark

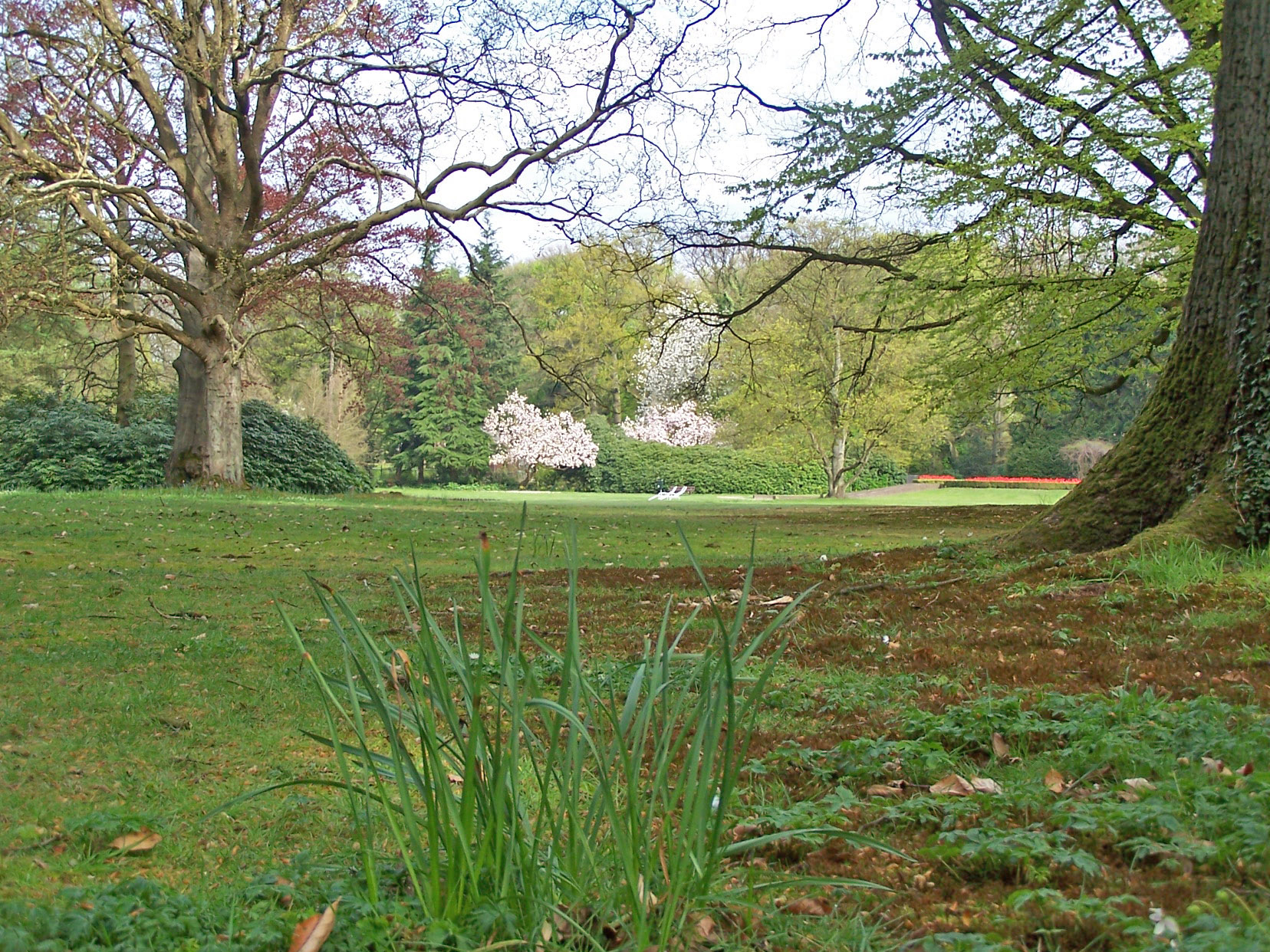
A. Ledeboerpark

Aan het centrum en de singel van de stad zijn meerdere oude parken te vinden welke zijn geschonken aan de gemeente door de voormalige textielfamilies. Zo is het Volkspark, aangelegd op het erve Goolkate, op 2 mei 1874 door H.J. van Heek overgedragen aan de gemeenten Enschede en Lonneker. Dit park ligt tegen het centrum aan en is het oudste Volkspark van Nederland, gesticht naar Engels voorbeeld.
Aan de singel zijn verder het G.J. van Heekpark, het Blijdensteinpark, het Wooldrikspark, het Florapark en het Thomas Ainsworthpark te vinden.
Andere parken in de stad zijn het:
- Abraham Ledeboerpark
- Cromhoffpark
- Kozakkenpark
- Wesselerbrinkpark

Landgoederen aan de randen van de stad:
- De Hooge Boekel
- Campus van de Universiteit Twente op voormalig landgoed Drienerlo
- Erve 't Stroink
- Groot Brunink
- Hof Espelo
- Smalenbroek
- Teesinkbos
- Zonnebeek

### Molens, watertorens, poorten

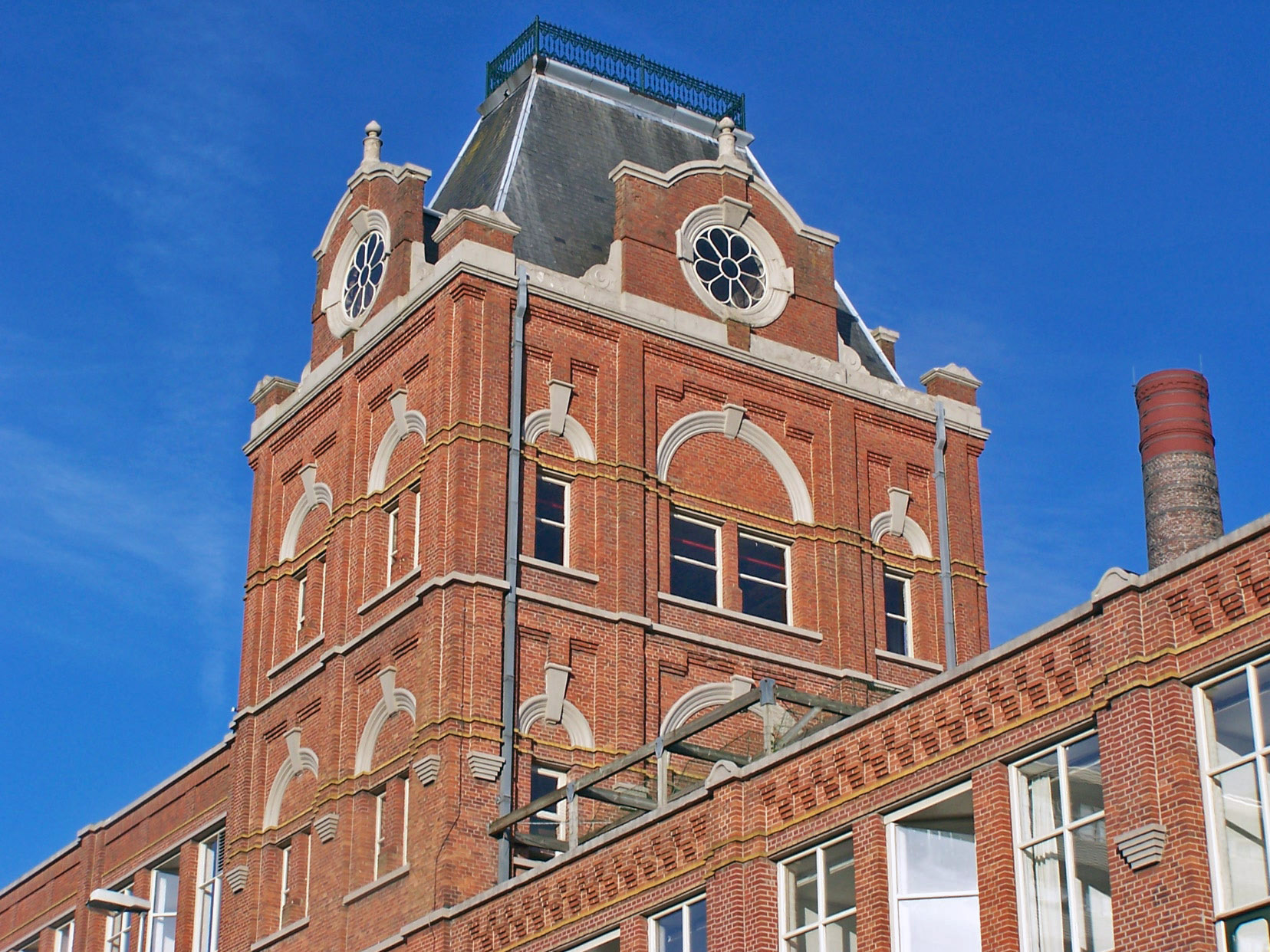
Watertoren van Fabriekscomplex Jannink, omgebouwd tot appartement

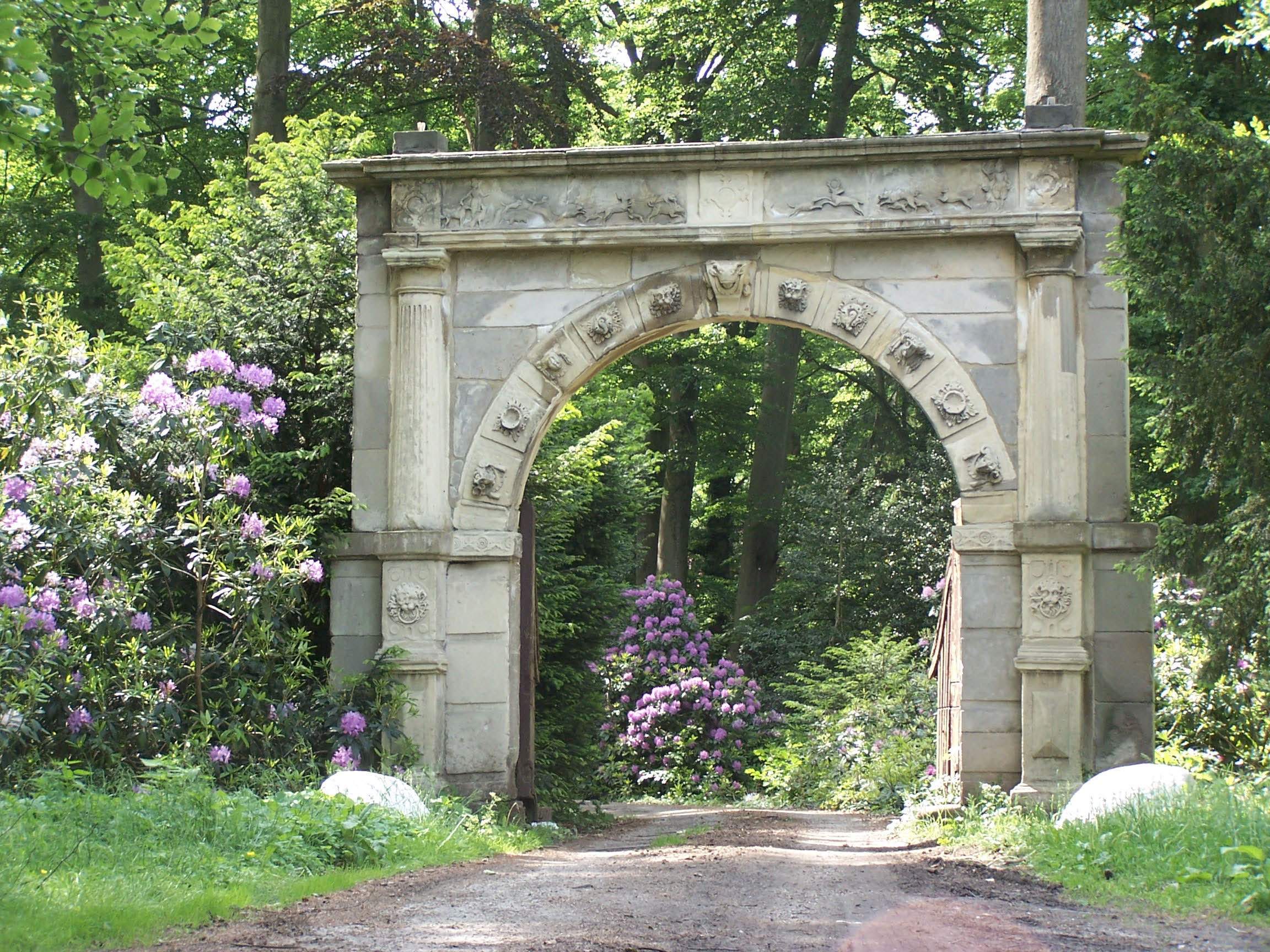
Poort van Huis Hengelo

In de stad zelf zijn geen molens, maar in de kernen Lonneker en Usselo staan korenmolens:
- Lonneker Molen: Korenmolen van het type beltmolen, bouwjaar 1851
- Wissinks Möl: Korenmolen van het type standermolen, bouwjaar 1802

Watertorens:
- Watertoren Hoog en Droog: Watertoren, bouwjaar 1890
- De Janninktoren (bouwjaar 1900): Blustoren van de voormalige katoenspinnerij Jannink & Zn.
- De Menkotoren (bouwjaar 1912): Watertoren van de voormalige textielfabriek N.J. Menko
- De Rozendaaltoren (bouwjaar 1907): Watertoren in de voormalige textielfabriek Rozendaal, waar sinds 2008 De Museumfabriek gehuisvest is.

Poorten:
- Poort van het voormalige Huis Hengelo: Vroeg zeventiende-eeuwse poort uit zandsteen. In 1902 verplaatst naar landgoed het Stroot
- Tuinpoort Walstraat: Naast de grote kerk is deze poort, tegenover de Walstraat 75, een van de weinige overblijfselen in het centrum van voor de derde stadsbrand van 1862

### Beeldhouwwerken en herdenkingsmonumenten

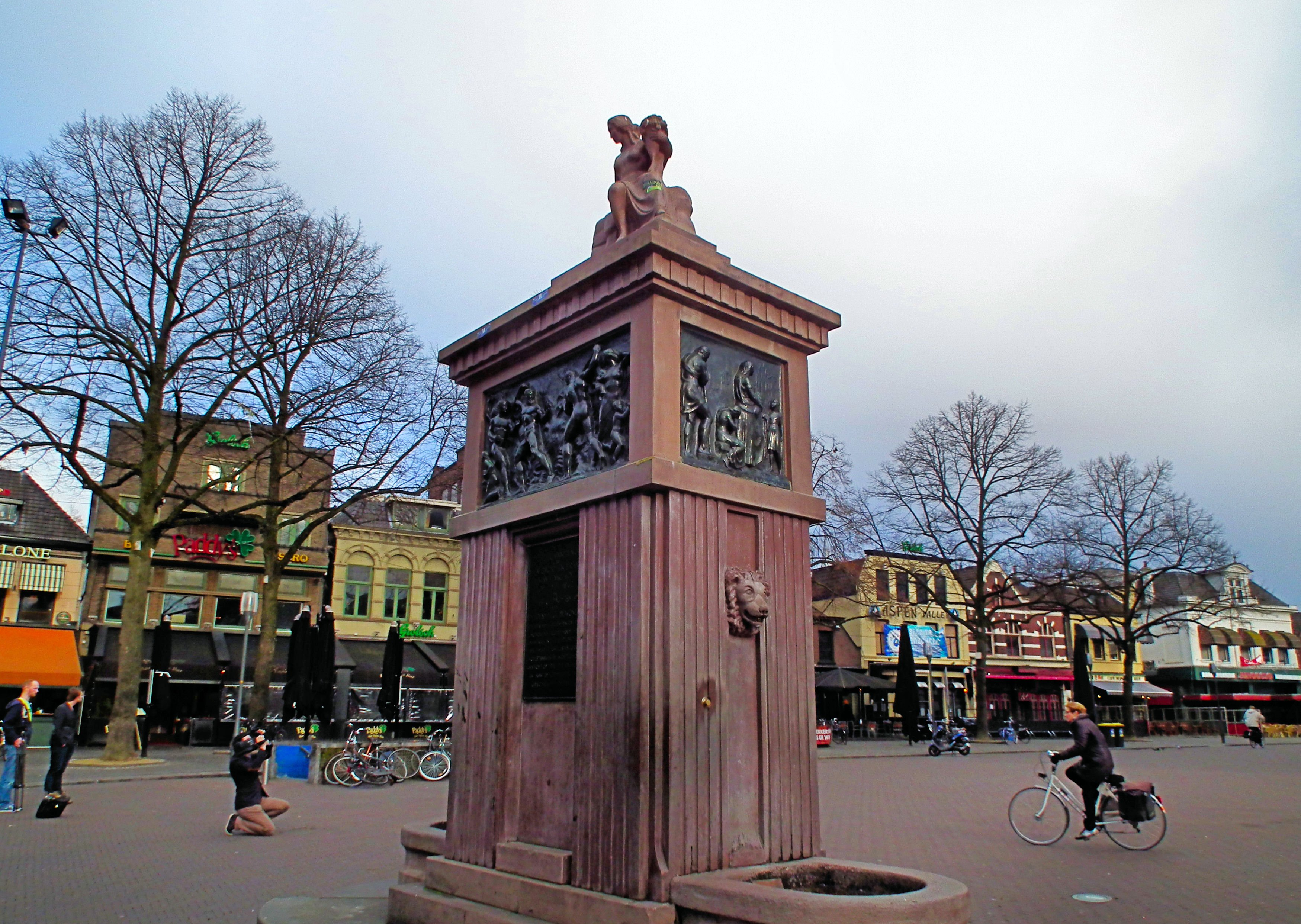
Brandmonument Enschede

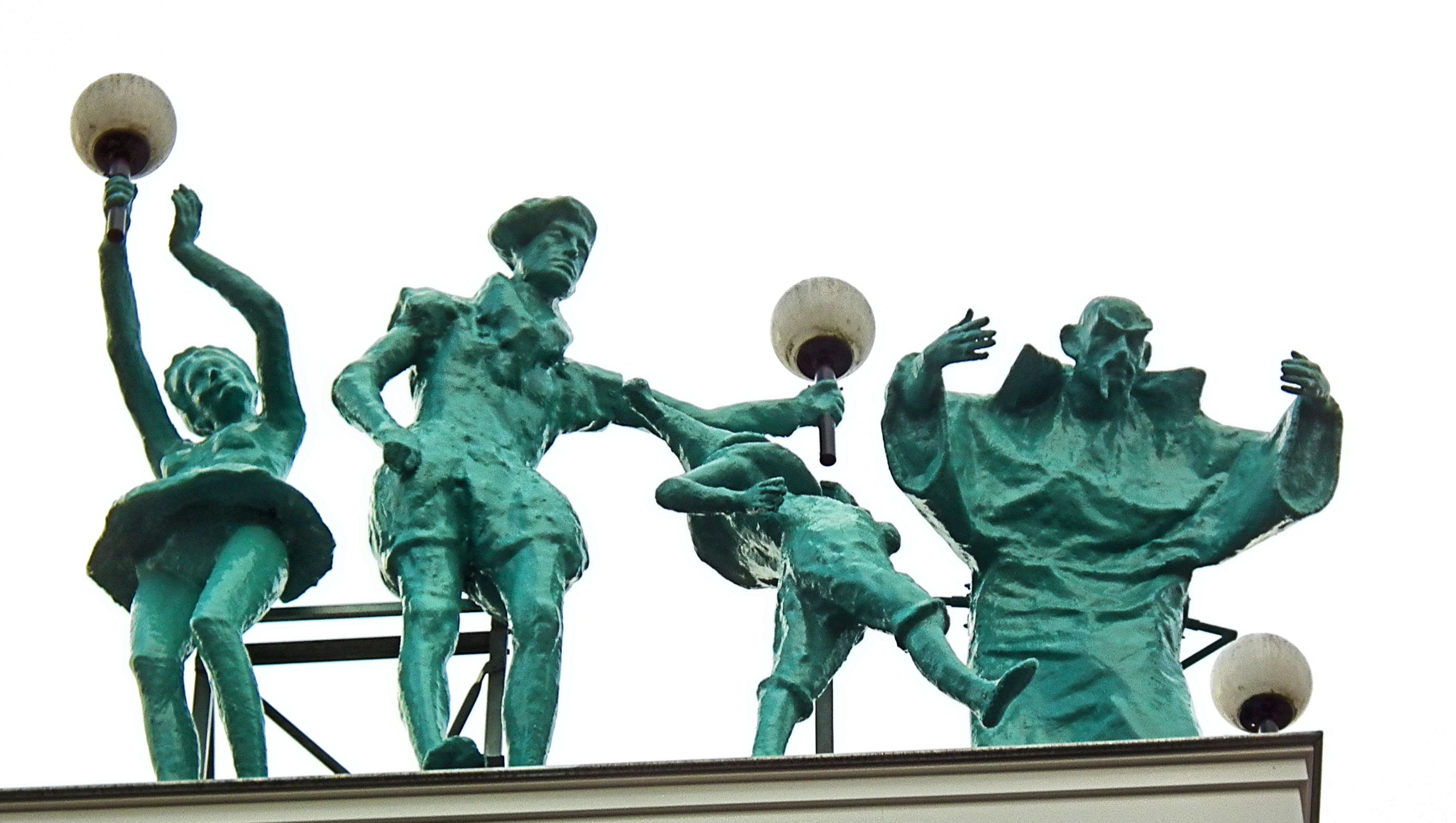
Beeldengroep Twentse Schouwburg

Verspreid door de stad staan beelden en monumenten, waaronder een aantal van stadsbeeldhouwer Gooitzen de Jong.
Enkele in het oog springende beelden en monumenten:
- Het verdwenen huis tussen hemel en aarde: Monument in Roombeek ter nagedachtenis van de vuurwerkramp op 13 mei 2000
- Het oorlogsmonument: Beeldengroep in het Volkspark gemaakt door kunstenaar Mari Andriessen. De beelden stellen een gijzelaar, drie jonge mensen in een concentratiekamp, verzetsstrijders, twee mannen en een vrouw, een soldaat, vrouw met dood kind en een joodse vrouw met kind voor. Elk jaar op 4 mei worden bij het monument in het Volkspark de slachtoffers van de oorlog 1940-1945 herdacht
- Indië-Monument: Een bronzen beeld van een vallende mannenfiguur in het Blijdensteinpark. Met het monument wordt uitdrukking gegeven aan de ondergane vernederingen en martelingen door de bezetter. Hier vindt ieder jaar op 15 augustus een herdenking plaats
- Ariënsmonument: Standbeeld van Alfons Ariëns op het Ariënsplein
- De Familie - Het ei van Ko: Kunstwerk voor het stadhuis, vervaardigd door Joop Hekman. De ovale van baksteen gemetselde constructie met beeldengroep kreeg na de plaatsing in 1984 al snel de bijnaam 'het ei van Ko', naar de toenmalige burgemeester Ko Wierenga.
- Twentse Schouwburg: Beeldengroep van kunstenaar Jawik Krudde, verspreid over de gevel van de voormalige Twentse Schouwburg aan de Langestraat

## Kunst en cultuur

### Musea

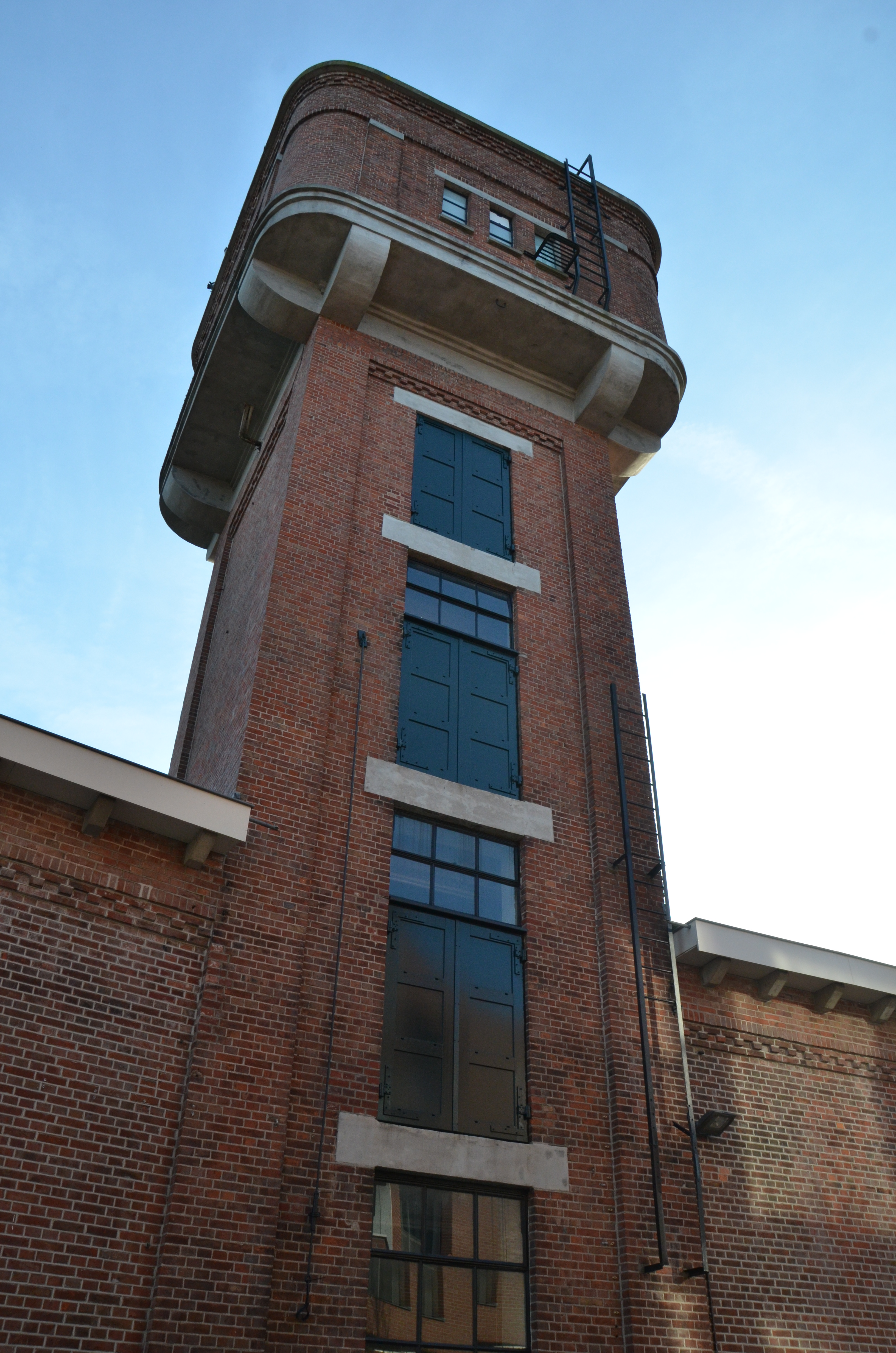
Watertoren van De Museumfabriek

Enschede beschikt over twee musea: het Rijksmuseum Twenthe en De Museumfabriek.
Het Rijksmuseum Twenthe is voortgekomen uit een initiatief van de Twentse textielbaron Jan Bernard van Heek die zijn schilderijencollectie in een nieuw Rijksmuseum in Enschede wilde onderbrengen. In 1930 werd dit museum geopend. Rijksmuseum Twenthe exposeert wisselende tentoonstellingen van hedendaagse, moderne en klassieke kunst te zien.
De Museumfabriek (voorheen TwentseWelle) is een museum in de wijk Roombeek dat is ontstaan uit een fusie van drie instellingen: Natuurmuseum Enschede, Van Deinse Instituut en Fabriekscomplex Jannink. In dit museum wordt het cultuurhistorisch erfgoed van Twente gekoppeld aan het natuurhistorisch erfgoed, een unieke combinatie voor Nederland. Het museum werd in april 2008 geopend door toenmalig koningin Beatrix.

### Kunst
Er zijn diverse expositieruimtes voor beeldende kunst:
- Concordia is centrum voor de kunsten in Enschede. Met zowel een ruimte op de Oude Markt als in de Langestraat, bieden ze zowel films als tentoonstellingen aan voor het publiek. De expositieruimte biedt onderdak aan kunst, cursussen, workshops, atelierdagen, lezingen en kunstreizen.
- Villa De Bank is een kunstenaarsinitiatief met een kunstruimte dat solopresentaties voor jonge kunstenaars, thematentoonstellingen en internationale uitwisselingen organiseert.
- TETEM kunstruimte, Tetem verbindt kunst en maatschappij en gelooft dat beeldende kunst een belangrijke bijdrage levert aan de kwaliteit van de samenleving en een rol speelt in de ontwikkeling van mensen. Daarom programmeert Tetem tentoonstellingen en events binnen programmalijnen die een duidelijke link hebben met actuele thema's in de samenleving.
- PLANETART, een kunstenaarsinitiatief met kunstruimten in Amsterdam en Enschede. PLANETART staat bekend om haar drive en vernieuwende eigenschappen op gebied van videokunst en nieuwe technologie. Ook is PLANETART organisator van het jaarlijkse festival GOGBOT, dat ieder jaar 15.000 bezoekers trekt.
- Stichting Dynamo Expo, een expositieruimte in Roombeek voor jonge, talentvolle Nederlandse en Duitse kunstenaars en vormgevers.
- TANKSTATION cultureel vulpunt, een culturele ontmoetingsplek voor jong en oud waar kunst, cultuur, educatie, wetenschap en heerlijk eten samenkomen om elkaar te stimuleren en aan te vullen. Bezoekers worden door middel van kruisbestuiving zowel met elkaar als het rijke aanbod van culturele initiatieven en activiteiten in aanraking gebracht.
- Stichting B93, een van de vijf atelierstichtingen in Enschede. Binnen het gebouw hebben 10 Enschedese kunstenaars een werkplek.
- Galerie Rubens, hier kan men een doorlopende expositie van verschillende kunstenaars bezoeken.
- Galerie Beeld & Aambeeld, hier worden tentoonstellingen georganiseerd van zowel 'kunst aan de wand' als 'sieraden in vitrines'.

### Muziek en theater

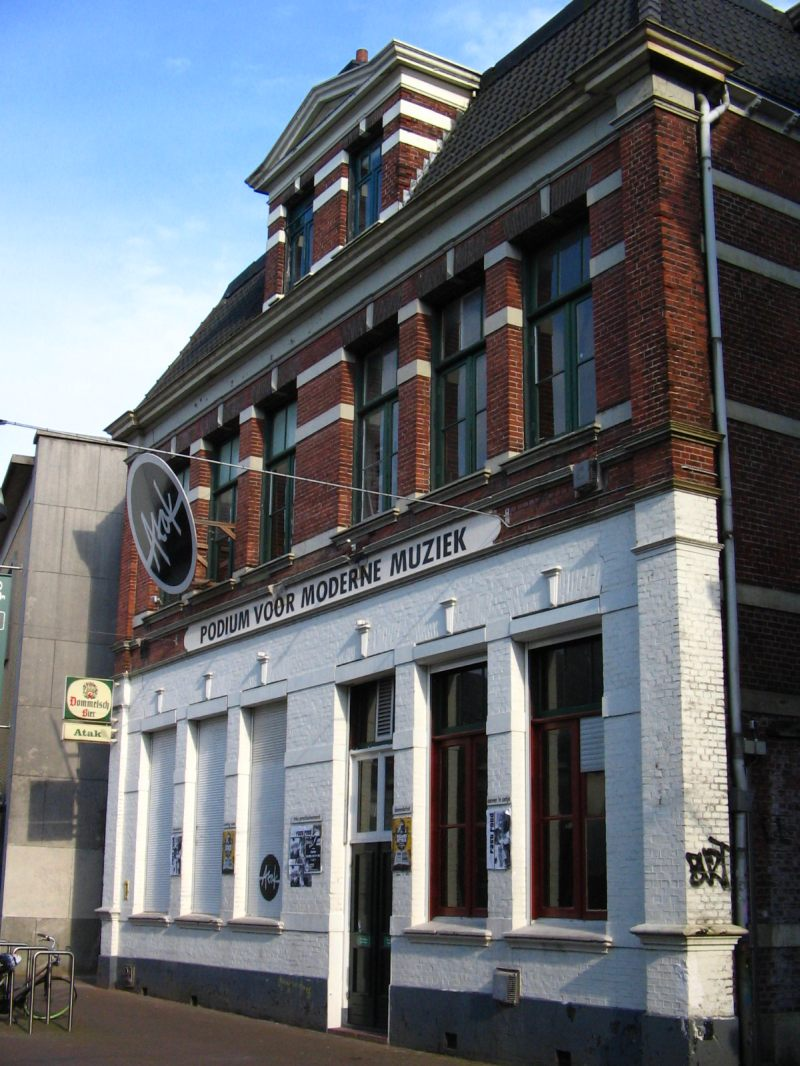
Het historische poppodium Atak op de oude locatie

Karakteristiek voor de muziekcultuur is de Duits-Nederlandse relatie, die ontstond door de samenwerking in het grensgebied en de in de 19e en 20e eeuw dominante textielindustrie. Vooral tijdens de periode van ommekeer na de Eerste Wereldoorlog ontwikkelde zich in Gronau en Enschede een nauwe Duits-Nederlandse culturele samenwerking, die steeds belangrijker werd via strijkkwartetten, salonorkesten en hot dance muziekkapellen tot en met symfonieorkesten en een operettegezelschap ("Enschedesch Opera en Operette Gezelschap") met eigen opvoeringen. Het harmonieorkest van de Muziekvereniging Wilhelmina Glanerbrug behoort vanaf de naoorlogse periode tot de Nederlandse top. Gelijktijdig hiermee vond ook de jazz vanaf 1920 enthousiaste aanhangers.
De drie grote concertpodia voor klassieke muziek in Enschede – het Muziekcentrum, de Twentse Schouwburg en de Grote Kerk – opereren sinds september 2002 onder de naam Podium Twente en sinds september 2011 onder de naam Wilminktheater en Muziekcentrum Enschede. Er is een gevarieerd aanbod van concerten, theater, jeugd- en jongerenvoorstellingen en dergelijke te bezoeken.
In november 2008 opende het Nationaal Muziekkwartier zijn deuren in Enschede. Een nieuw groot theater, poppodium Atak, het ArtEZ Conservatorium, het Orkest van het Oosten (thans Nederlands Symfonieorkest), de Muziekschool Twente, de Nationale Reisopera (thans Nederlandse Reisopera) en Podium Twente (thans Wilminktheater en Muziekcentrum Enschede) hebben zich gevestigd in dit dominante gebouw tegenover het Centrale Station in Enschede. Er komt een nieuw groot plein, het Willem Wilminkplein. Het plein sluit aan op de binnenstad en de Oude Markt. In december 2012 vond 3FM Serious Request 2012 plaats op de Oude Markt.

### Bioscopen

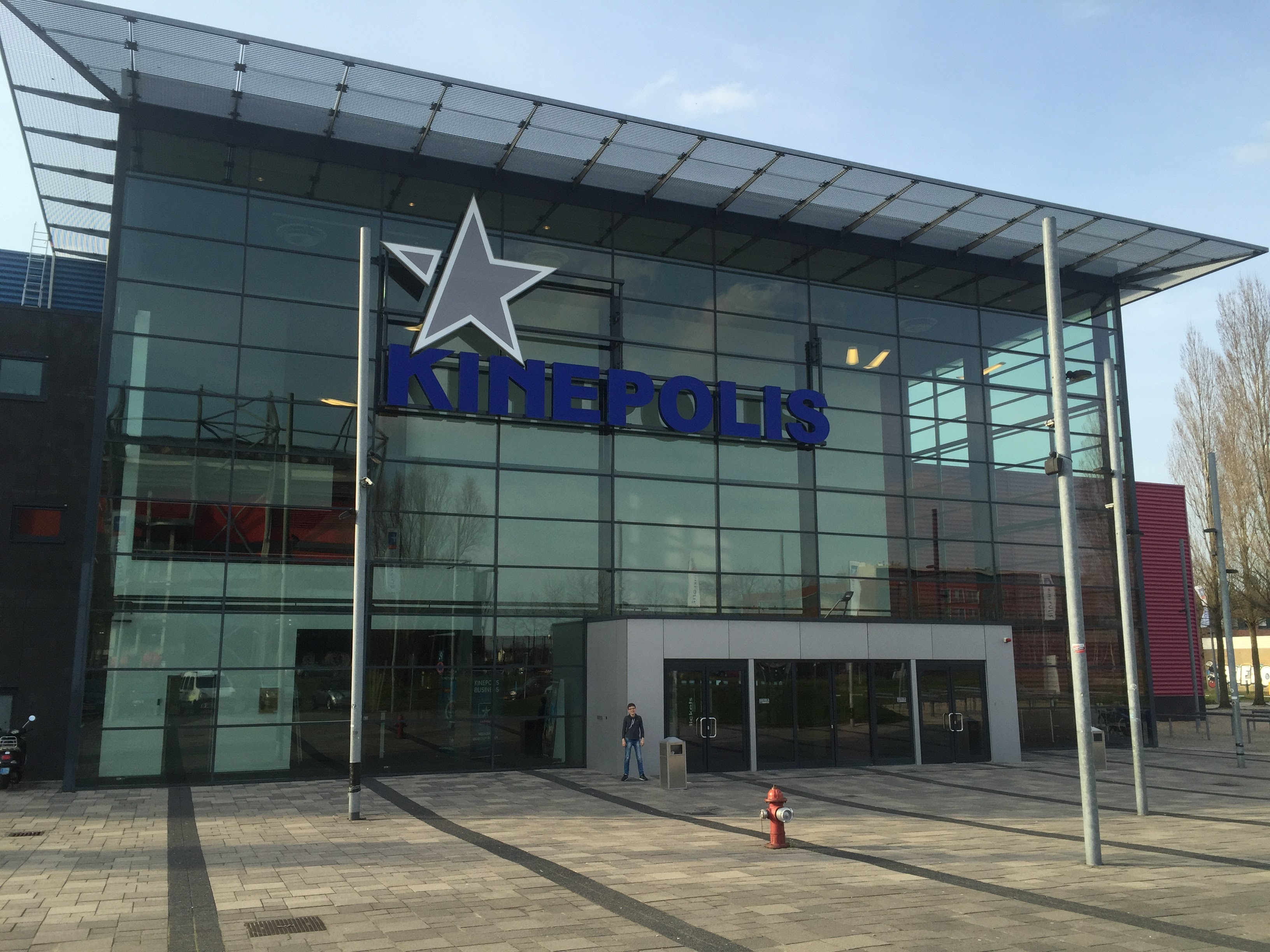
Kinepolis Enschede, gelegen op Go Planet Parc nabij Station Enschede Kennispark

In de stad zijn drie bioscopen te vinden.
- Vue : 9 zalen, 669 deluxe stoelen
- Kinepolis Enschede: 10 zalen, 2750 stoelen
- Concordia Film: 3 zalen, 269 stoelen

### Uitgaansleven
Met name op de Oude Markt en in de zijstraten zijn veel uitgaansgelegenheden te vinden, waaronder het monumentale pand De Pakkerij, waar de Enschedese studentenverenigingen te vinden zijn. Regelmatig vinden op de Oude Markt evenementen plaats, zoals beachvolleybal, het International Jazzfestival Enschede en Grolsch Summer Sounds. Er zijn ook enkele poppodia, zoals Poppodium Metropool, Jazzpodium de 'Tor' en Cafe Rocks aan de Hofstraat met het kleinste podium van Twente, en het NiXenMeeR aan de Everhardt van der Marckstraat.

### Evenementen en festivals
De meeste evenementen vinden plaats in het centrum op de Oude Markt, in de gehele binnenstad, op de campus van Universiteit Twente of in de directe omgeving van Enschede.
De jaarlijkse Marathon van Enschede wordt sinds 1947 gehouden in de binnenstad. De marathon bestaat uit twee rondes van iets meer dan 21 kilometer. Naast de Marathon van Enschede faciliteert Enschede het grootste studentensportevenement van Nederland, de Batavierenrace. De Batavierenrace is een studentenestafette over ruim 175 km in 25 etappes van Nijmegen naar de campus van Universiteit Twente en is sinds 2012 volgens Guinness Book of Records 's werelds grootste estafetteloop. Na afloop vindt het grootste studentenfeest van Europa plaats op de campus van de Universiteit Twente. In oktober wordt het military-evenement Military Boekelo-Enschede gehouden. Naast deze sportevenementen wordt jaarlijks de singelloop georganiseerd, een hardloopwedstrijd rond de stad.
Tevens worden er jaarlijks meerdere festivals georganiseerd. Zo heeft de stad rond Pinksteren een eigen dancefestival, Freshtival, op recreatiepark Het Rutbeek. Op Koningsnacht en Koningsdag vindt in de binnenstad het Koningsfestival Enschede plaats en op de campus van Universiteit Twente het hardstyle-evenement Hardfest. In mei en juni trekken foodfestivals richting Enschede. Sinds 2016 wordt jaarlijks in augustus op voormalig Vliegbasis Twenthe hardcore/hardstylefestival Airforce gehouden. Sinds 2022 vindt het festival In Het Volkspark Festival plaats in het Volkspark.
Enkele lokale evenementen zijn in mei Muziek in de Straten in het winkelgebied, in juni Kunst in het Volkspark, in de zomer de Grolsch Summer Sounds en in september culinair evenement Proef-Eet en technologiefestival GOGBOT.
In het verleden hebben ook nationale evenementen plaatsgevonden in Enschede. Op 26 juni 2010 werd de laatste uitreiking van de TMF Awards gehouden in het Volkspark. Twee jaar later was Enschede de stad voor de negende editie van Serious Request. Van 18 tot en met 24 december 2012 werd onder het motto Let’s Hear it for the Babies €13.839.731 opgehaald voor het terugdringen van babysterfte. In 2015 vond de vijfde editie van The Passion plaats op het Hendrik Jan van Heekplein. Andere scènes werden o.a. opgenomen bij Universiteit Twente, in de wijk Roombeek, op de Oude Markt, bij vliegveld Twenthe, De Grolsch Veste en de Alphatoren. In 2017 werden de halve finale en de finale van het Europees Kampioenschap Vrouwen gespeeld in De Grolsch Veste. De Oranjeleeuwinnen wonnen dit EK.

## Sport

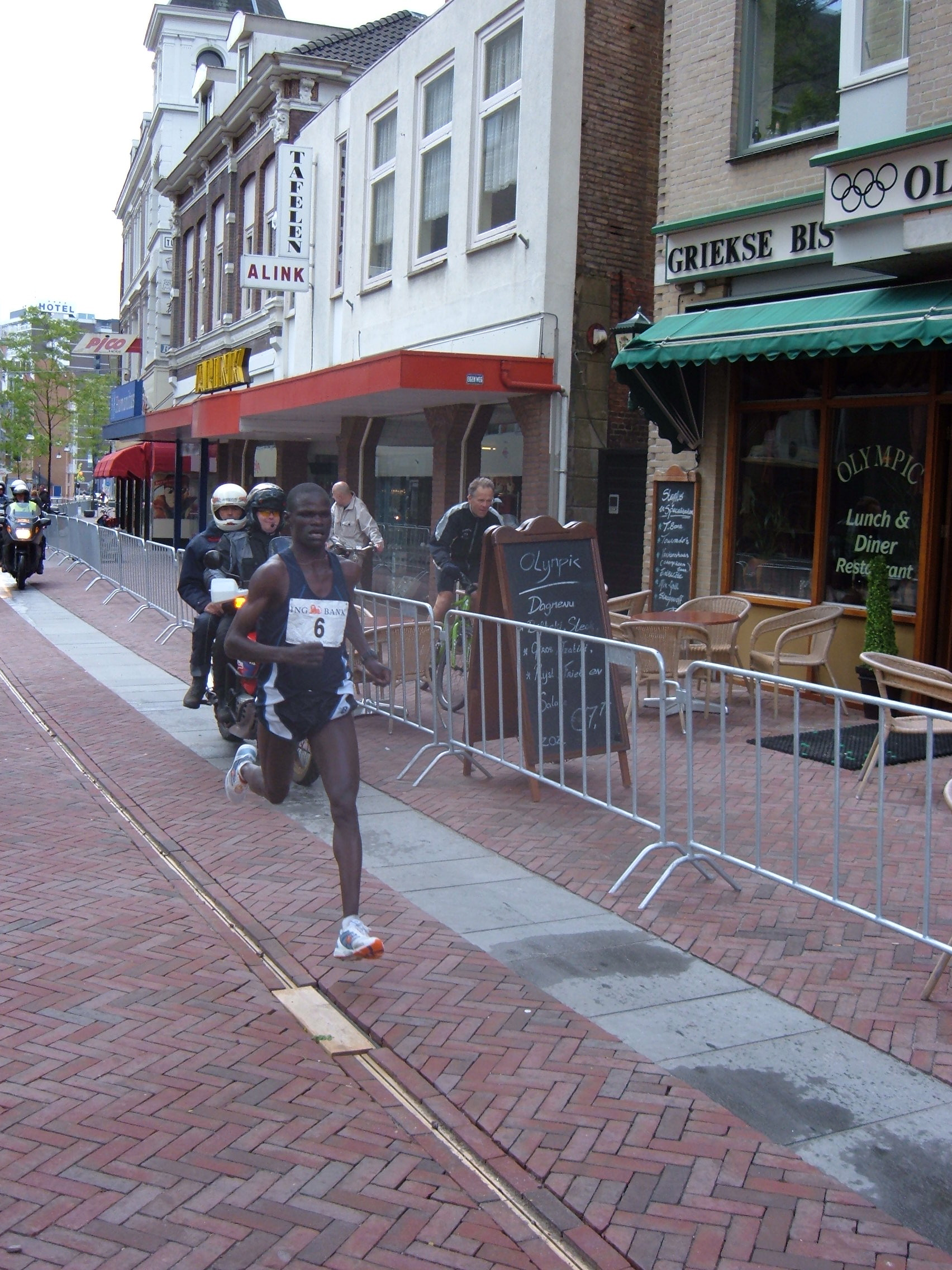
De Marathon van Enschede is een jaarlijks terugkerend evenement

Enschede kent de op een na oudste marathon van Europa en de oudste van Nederland: de Marathon van Enschede. Deze wordt jaarlijks gelopen sinds 1947. Sinds 2017 is er een nieuw parcours. Jaarlijks is Enschede daarnaast de finishplaats van de Batavierenrace. De Batavierenrace is 's werelds grootste estafetteloop met achteraf het grootste studentenfeest van de Benelux. De race loopt van Nijmegen naar Enschede. Jaarlijks doen er meer dan 8000 studenten uit heel Nederland mee aan dit evenement.
In Enschede was als eerste een voetbalwedstrijd in Nederland te zien. Ook kent de stad de oudste voetbalclub van Nederland: EFC PW 1885, opgericht op 30 juni 1885.
Ook de oudste vereniging van voetbalscheidsrechters van Nederland komt uit Enschede. Deze Scheidsrechtersvereniging Enschede en Omstreken (SEO) werd op 7 maart 1919 opgericht.
De Enschedese betaaldvoetbalclub FC Twente werd landskampioen in 2010 en won driemaal de KNVB beker. De club komt anno 2023 uit in de Eredivisie. De Grolsch Veste is de thuishaven van de club en heeft een capaciteit van 30.205 toeschouwers. FC Twente komt voort uit een fusie tussen SC Enschede en Enschedese Boys. SC Enschede werd in 1926 kampioen van Nederland.
Sinds 2008 beschikt Enschede over een 400-meterijsbaan: IJsbaan Twente. Dit is de tweede volledig overdekte 400-meterbaan van Nederland na Thialf in Heerenveen.
Tex Town Tigers is een succesvolle honk- en softbalvereniging uit Enschede. Het dames softbalteam speelt op het hoogste niveau en won eenmaal de Europa Cup I.
Evenals in 2007 werd Enschede in september 2008 tijdens het congres van Vereniging Sport en Gemeenten in Emmen uitgeroepen tot 'Sportgemeente van het jaar'. Het thema van de verkiezing was 'Sport dichtbij', laagdrempelig sport- en beweegaanbod op buurt- of wijkniveau. Naast een beoordeling op dit thema, vormden de sportinfrastructuur, financiën, (top)sportbeleid, participatie en accommodaties ook belangrijke beoordelingsonderwerpen.

## Onderwijs
Enschede heeft meerdere opleidingsinstituten binnen haar stadsgrenzen die onderwijs op verschillende niveaus aanbieden.
- Universiteit Twente of kortweg UT, is een universiteit voor technische en maatschappijwetenschappen in Enschede. Het is de enige campusuniversiteit van Nederland, omdat stafwoningen, studentenwoningen, sport- en cultuurvoorzieningen, winkels en alle faculteitsgebouwen allemaal op één terrein liggen. De UT werkt samen met de andere technische universiteiten in Nederland via de 4TU-federatie.
- Saxion, een Nederlandse school voor hoger beroepsonderwijs. Saxion is het resultaat van een fusie van de Hogeschool Enschede en de Rijkshogeschool IJselland in het begin van 1998. De instelling telde in 2015–2016 ruim 26.000 studenten.
- AKI Art & Design Enschede ArtEZ, een conservatorium en een kunstacademie in één, gelegen in de wijk Roombeek en in het centrum. De kunstacademie heeft drie bacheloropleidingen. Het conservatorium ArtEZ is een van de 9 conservatoria in Nederland.
- In Enschede zijn er tevens meerdere locaties van het ROC van Twente, een regionaal opleidingencentrum voor middelbaar beroepsonderwijs en volwasseneducatie.
- Daarnaast huisvest Enschede het ITC, dat sinds 2010 is opgenomen als faculteit binnen de Universiteit Twente.

Scholen voor het voortgezet onderwijs:
- Luzac College
- Het Stedelijk Lyceum Enschede
- Greijdanus
- Bonhoeffer College

## Verkeer en vervoer

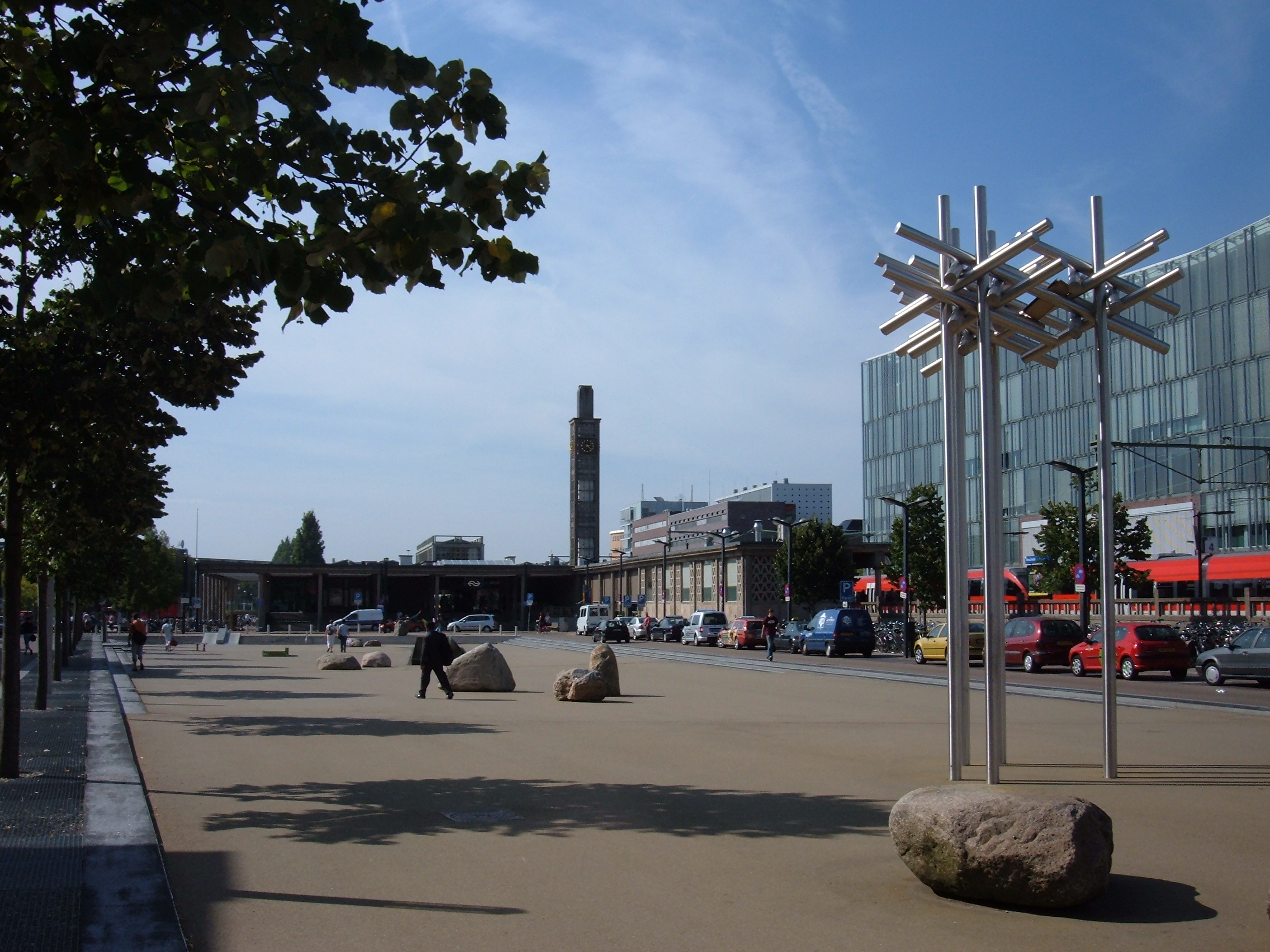
Het stationsplein van station Enschede

### Trein
Station Enschede werd geopend in 1866. Het huidige stationgebouw dateert van 1950 en is sinds 2001 een 'dubbel eindstation'. Er is aan de ene kant een rechtstreekse verbinding met Den Haag en Zwolle en aan de andere kant sinds 2001 (weer) met Münster en Dortmund. In beide gevallen is Enschede het eindstation. De treinen richting Duitsland worden verzorgd door de DB Regio, waarvan een gedeelte kort grensverkeer is. De overige verbindingen naar bestemmingen in Nederland worden verzorgd door de Nederlandse Spoorwegen en Keolis Nederland.
Station Enschede Kennispark ligt in het B&S park, vlak bij de Universiteit Twente en De Grolsch Veste en wordt veelvuldig gebruikt door studenten en voetbalfans. Dit station heette tot 13 december 2015 Enschede Drienerlo. Station Enschede De Eschmarke ligt in de Vinex-wijk de Eschmarke. De treinen van/naar Duitsland stoppen ieder half uur bij dit station. Ook het Enschedese dorp Glanerbrug heeft een eigen gelijknamig treinstation. Ook deze halte worden aangedaan door de treinen van/naar Duitsland.
Vroeger had Enschede ook rechtstreekse verbindingen met Doetinchem, Winterswijk en Oldenzaal (Spoorlijn Boekelo - Oldenzaal EO) en met Ahaus (Spoorlijn Enschede-Zuid - Ahaus). Deze lijnen zijn tussen 1934 en 1974 opgeheven en daarna grotendeels opgebroken. Alleen op het traject Boekelo – Haaksbergen rijden nog treinen van de Museum Buurtspoorweg. Deze voormalige spoorlijnen hadden aparte stations: Enschede Noord en Enschede Zuid.

### Bus
Enschede heeft een uitgebreid busnetwerk verzorgd door Arriva (grotendeels onder de naam RRReis). Er zijn meerdere busbanen gerealiseerd, die het openbaar vervoer, en ook de hulpdiensten, sneller en efficiënter door de stad kunnen leiden. Inmiddels liggen er vier busbanen; van het centrum langs de Zuiderval (Zuid), op de Gronausestraat (Oost) en op de voormalige spoorlijn naar Lonneker (Noord). De busbaan naar Hengelo (West) is als laatste deel aangelegd, tezamen met een herinrichting van de Hengelosestraat ter hoogte van de Universiteit en verder. Deze busbaan loopt tot aan de kruising Kuipersdijk in Hengelo. Verder verzorgt Transportbedrijf FlixBus internationale busdiensten van Enschede naar Parijs, Brussel, Antwerpen, Berlijn en andere Europese steden.

### Tram
Enschede had van 1908 tot 1933 een elektrische tram die door de Twentsche Electrische Tramweg Maatschappij (TET) werd verzorgd. Deze lijn verbond Enschede met Glanerbrug. Na de opheffing werd de tram vervangen door een busdienst (nog tot 1997 uitgevoerd door de TET). De recent aangelegde busbanen zijn zo ontworpen dat er de mogelijkheid is om weer tramrails aan te leggen voor de eventuele terugkeer van de tram in Enschede.

### Auto
Om de centrumwijken van Enschede ligt een volledige ringweg met een lengte van ongeveer 8 km, die in de volksmond de singel wordt genoemd. Deze werd in de periode tussen 1916 en 1929 aangelegd. De meeste belangrijke uitvalswegen sluiten aan op de singel. Enschede heeft aansluiting op het rijkswegennet door middel van de A/N35 en de N18. Onder en aan de rand van het centrum zijn verschillende parkeergelegenheden, waarvan de bekendste en grootste de Van Heekgarage is, die zich onder het Van Heekplein bevindt. Eind 2012 is men begonnen met de bouw van een extra in- en uitgang aan de Kuipersdijk als ingang Zuid. De Van Heekgarage is de grootste ondergrondse parkeergarage van Nederland met een capaciteit van 1650 auto's.

### Vliegtuig
Aan de noordkant op acht kilometer van de stad ligt Twente Airport. Na sluiting van de militaire basis is de toekomst van de luchthaven zeer onzeker. In afwachting op wat komen zal, wordt door de provincie Overijssel en gemeente Enschede geprobeerd de luchthaven voor lijn- of chartervluchten te gaan gebruiken. Begin 2013 werd bekendgemaakt dat er een gegadigde voor de luchthaven is en dat diverse bedrijven zich willen vestigen als de luchthaven compact wordt in een groene omgeving. Een deel van de inwoners en bezoekers van Enschede en omgeving maakt thans gebruik van Luchthaven Münster-Osnabrück, die vanuit Enschede sneller te bereiken is dan Luchthaven Schiphol en die tevens op Nederlandse gebruikers is gericht.